# 1968

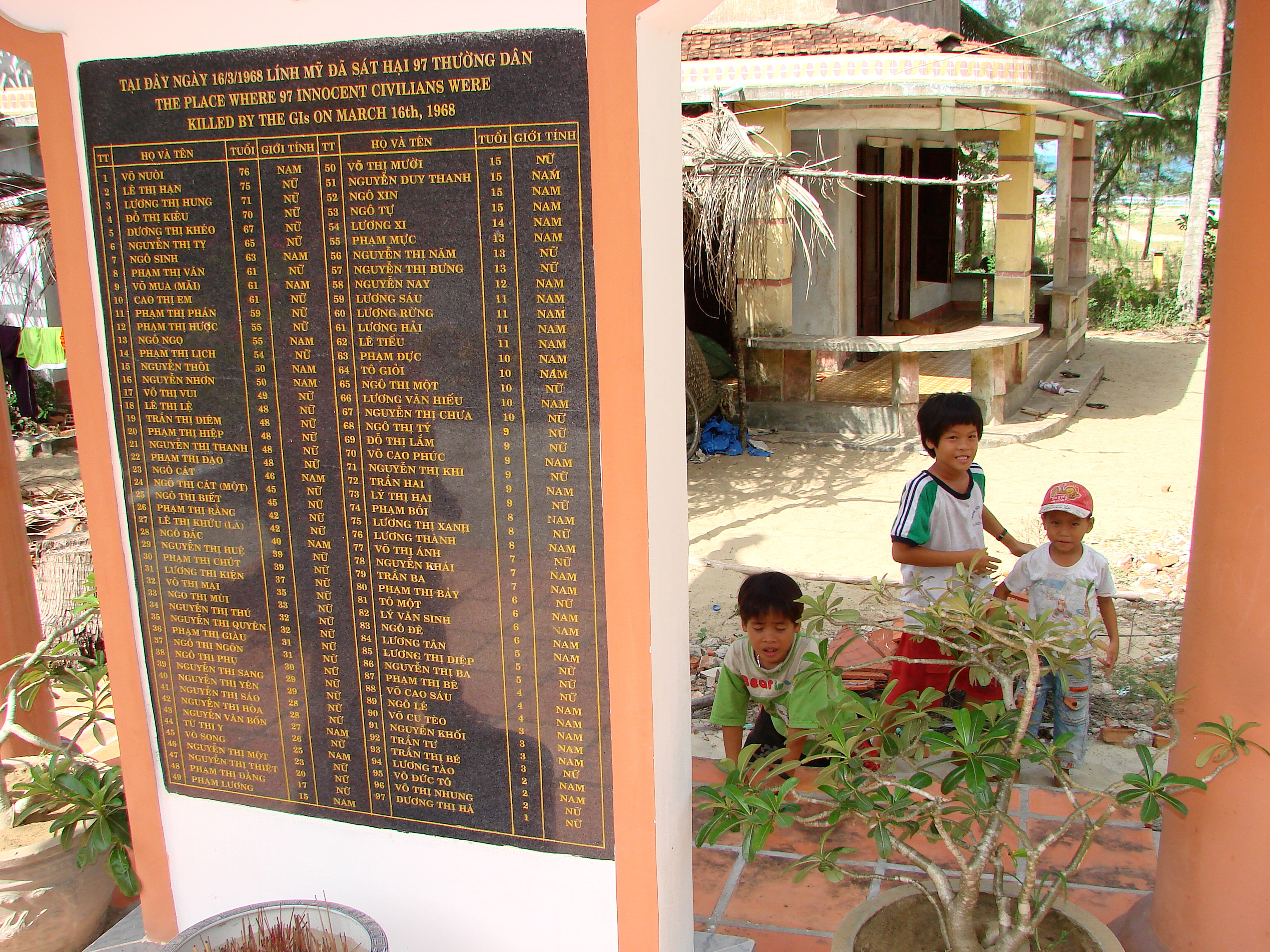
Monument voor het Bloedbad van Mỹ Lai (16 maart)

Het jaar 1968 is een jaartal volgens de christelijke jaartelling.

## Gebeurtenissen
januari
- 3 - Het eerste nummer verschijnt  van De Financieel-Economische Tijd, dat is opgericht door het Vlaams Economisch Verbond, een aantal Vlaamse bedrijven en privépersonen.
- 4 - Val van de Tsjecho-Slowaakse partijleider Antonín Novotný. Start van de "Praagse Lente" onder leiding van de gematigde communist en hervormer Alexander Dubček.
- 10 - De Verenigde Staten verliezen hun 10.000e vliegtuig boven Vietnam.
- 13 - Johnny Cash neemt de LP 'At Folsom Prison' op, de eerste van een serie gevangenisplaten.
- 13 - Standing Naval Force Atlantic van de NAVO is een feit.
- 15 - Leuven Vlaams kent zijn hoogtepunt als de Franstaligen bekendmaken te verhuizen. Er breken rellen uit onder de Franstalige studenten.
- 22 - Première van de musical Jacques Brel is alive and well and living in Paris in New York.
- 24 - De Urker vissersboot Jonge Albert vergaat nabij Borkum. Het wrak wordt na een paar weken gevonden, de bemanning niet.
- 30 - Tet-offensief, het Vietcong-offensief, dat tot juni zal aanhouden, gaat van start.
- 31 - Nauru, klein eiland in de Stille Oceaan, wordt onafhankelijk van Australië en behoort nu tot de kleinste onafhankelijke staten in de wereld.

februari
- 2 - Richard Nixon stelt zich kandidaat voor de presidentsverkiezingen in de Verenigde Staten.
- 6 tot 18 - De Olympische Winterspelen in Grenoble leveren Nederlands succes op met goud voor Carry Geijssen, Kees Verkerk en Ans Schut.
- 8 februari - De Provinciale Staten van Groningen besluiten tot de realisatie van het Eemshavenproject. Het basisplan omvat de aanleg van een haven voor schepen tot 40.000 ton, wat later uitgebreid zou kunnen worden naar 70.000 ton.
- 9 - Prinses Beatrix opent in Rotterdam de eerste metrolijn van Nederland.

maart
- 7 - De BBC vertoont voor het eerst het nieuws in kleur.
- 12 - Mauritius wordt onafhankelijk.
- 16 - Robert F. Kennedy kondigt aan dat hij zich kandidaat zal stellen voor de presidentsverkiezingen in de Verenigde Staten.
- 16 - In Vietnam richt een Amerikaanse eenheid een bloedbad aan in My Lai.
- 21 - Oprichting van Robland (merk) houtbewerkingsmachines in Brugge door Robert Landuyt.
- 27 - Joeri Gagarin, de eerste man in de ruimte, komt om het leven bij een tragische vliegramp. De urn met zijn as werd bijgezet in de buitenmuur van het Kremlin, tussen de overblijfselen van andere beroemde Russen, zoals Stalin.
- 30 - ‘Cosmisch Ontspanningscentrum’ Paradiso in Amsterdam opent voor het eerst zijn deuren met een concert van o.a. CCC Inc. en Supersister.

april
- In Rome komt een groep wetenschappers en ondernemers bijeen voor een bezinning op de vraagstukken van vervuiling, uitputting van hulpbronnen, armoede en bevolkingsgroei. Ze richten de Club van Rome op.
- 1 - Het Hellend vlak van Ronquières wordt in gebruik genomen. Het is een scheepslift op het Kanaal Charleroi-Brussel. Het overbrugt het hoogteverschil met het Henegouws Plateau.
- 2 - De jonge Duitsers Andreas Baader, Gudrun Ensslin en enkele anderen stichten uit protest tegen de Vietnamoorlog brand in twee warenhuizen in Frankfurt am Main.
- 3 - Dominee Toornvliet van Radio Bloemendaal wordt geschorst.
- 4 - Martin Luther King, de Amerikaanse strijder voor gelijke rechten voor blank en zwart, wordt te Memphis vermoord.
- 6 - Syd Barrett, oprichter van Pink Floyd, wordt vanwege zijn drugsgebruik en labiele gedrag uit de band gezet. De groep gaat verder met David Gilmour, die vanaf december 1967 reeds deel uitmaakte van de groep.
- 7 - Formule 1-coureur Jim Clark komt om het leven tijdens een inferieure F2-race op Hockenheim.
- 11 - Er wordt een moordaanslag op de West-Duitse studentenleider Rudi Dutschke gepleegd door de arbeider Josef Bachmann op de Kurfürstendamm in Berlijn.
- 20 - In Chicago worden, op initiatief van Eunice Kennedy Shriver, de eerste Special Olympics gehouden.
- 25 - het blauwe biljet van tien gulden, in de volksmond tientje, wordt uitgegeven.
- 28 - Aan boord van het Nederlandse vliegkampschip Karel Doorman breekt brand uit. Twee jaar eerder dan gepland raakt het schip buiten gebruik.

mei
- Grootschalige stakingen en studentenbetogingen in Frankrijk.
- 3 - Amerikaanse en Noord-Vietnamese delegaties komen overeen vredesonderhandelingen te beginnen inzake de Vietnamoorlog.
- 4 - De nieuwe Tsjecho-Slowaakse leiders moeten zich in Moskou verantwoorden voor hun beleid en krijgen de dringende raad, dit in overeenstemming te brengen met de lijn van de "broedervolken".
- 6 - In het Parijse Quartier Latin vindt Bloedige Maandag plaats, een van de gewelddadigste dagen tijdens de studentenrevolutie.
- 10 - De vredesonderhandelingen voor de Vietnamoorlog gaan formeel van start in Parijs.
- 16 - In Edinburgh wordt de eerste Europese longtransplantatie uitgevoerd.
- 30 - Willem van Hanegem maakt zijn debuut voor het Nederlands voetbalelftal in het vriendschappelijke duel tegen Schotland (0-0).

juni
- 1 - Het non-proliferatieverdrag wordt gesloten.
- 3 - Andy Warhol wordt neergeschoten in zijn woning in New York door Valerie Solanas, een actrice en schrijfster. Hij overleeft de aanslag ternauwernood.
- 5 - De Amerikaanse presidentskandidaat Robert F. Kennedy wordt neergeschoten. Hij overlijdt de dag erna.
- 7 - Het Legoland Park wordt geopend in Billund. Dit themapark toont grote modellen van miniatuursteden die uitsluitend zijn gemaakt van Legostenen. Het park is 12.000 m² groot.
- 10 - Gastland Italië wint het EK voetbal door Joegoslavië in de (replay van de) finale met 2-0 te verslaan.
- 19 - De regering van de DDR laat de Garnizoenskerk van Potsdam opblazen.
- 27 - Publicatie van het Manifest van 2000 woorden tijdens de Praagse Lente, waarin het communistische bewind in het land wordt bekritiseerd, en "buitenlandse troepen" wordt verweten de regering van Tsjecho-Slowakije te willen controleren.
- 29 - Paul Lodewijkx wint de TT Assen in de 50 cc-klasse

juli
- 1 - Oprichting van profvoetbalclub Fortuna Sittard na een fusie tussen Fortuna '54 en Sittardia.
- 15 - Met de landing van een toestel van Aeroflot op John F. Kennedy International Airport begint de commerciële luchtvaart tussen de Sovjet-Unie en de Verenigde Staten.
- 21 - Wielrenner Jan Janssen wint, als eerste Nederlander ooit, de Ronde van Frankrijk door in de afsluitende tijdrit de Belg Herman Vanspringel uit de gele trui te rijden.
- 25 - Paus Paulus VI brengt de encycliek Humanae Vitae, over het menselijk leven en geboorteregeling, uit.

augustus
- 1 - De Mammoetwet treedt in werking.
- 2 - Het Filipijnse eiland Luzon wordt getroffen door een aardbeving. Hierbij komen 270 mensen om het leven.
- 8 - De Republikeinen benoemen Richard Nixon als de officiële presidentskandidaat voor de presidentsverkiezingen van dat jaar.
- 21 - Meer dan 200.000 militairen van het Warschaupact vallen Tsjecho-Slowakije binnen in de nacht van 20 op 21 augustus en maken op bloedige wijze een einde aan de hervormingen van de Praagse Lente.
- 25 - Op het atol Mururoa wordt de eerste Franse waterstofbom tot ontploffing gebracht.
- 29 - In Oslo trouwt de Noorse kroonprins Harald met het burgermeisje Sonja Haraldsen

september
- 6 - Swaziland wordt onafhankelijk van het Verenigd Koninkrijk.
- 13 - Albanië stapt uit het Warschaupact.
- 15 - The Doors geven een eenmalig optreden in Amsterdam. Zanger Jim Morrison wordt voor het concert onwel en de overige drie leden van The Doors treden zonder hem op. Het concert wordt een succes.
- 21 - Harry Steevens wint de derde editie van de Amstel Gold Race.
- 26 - Caetano volgt Salazar op als minister-president van Portugal.
- 29 - Eerste uitzending van de Fabeltjeskrant op de Nederlandse televisie.

oktober
- 2 - Bloedbad van Tlatelolco: het leger en politie schieten op een menigte vreedzame demonstranten in Tlatelolco, Mexico.
- 4 - Gerard Walschap ontvangt uit handen van koningin Juliana in het Paleis op de Dam te Amsterdam de Prijs der Nederlandse Letteren.[1]
- 11 - De Apollo 7 wordt in Florida gelanceerd voor een reis van 11 dagen, waarbij ze 163 maal rond de aarde zal vliegen.
- 12 - In Mexico-Stad worden de Olympische Zomerspelen geopend. 31 Afrikaanse landen boycotten de Spelen uit protest tegen de deelname van Zuid-Afrika.
- 12 - Equatoriaal-Guinea wordt onafhankelijk
- 16 - De atleten Tommie Smith en John Carlos steken een gehandschoende vuist in de lucht, de Black Power-groet. Dit doen ze tijdens het spelen van het Amerikaanse volkslied op de Olympische Zomerspelen.
- 19 - De katholieke vakbondsman Jan Mertens stelt in Sneek dat de bv Nederland wordt geleid door tweehonderd mensen. De leden van dit netwerk, die later de Tweehonderd van Mertens worden genoemd, kennen elkaar van universiteiten en verenigingen en ontmoeten elkaar in de toppen van overheidsorganisaties en bedrijven, waarin zij elkaar banen toespelen.
- 20 - Jacqueline Kennedy, de weduwe van JFK, trouwt met Aristoteles Onassis.
- 20 - De Amerikaanse hoogspringer Dick Fosbury introduceert  wereldwijd de fosburyflop tijdens de

Olympische Spelen in Mexico-Stad, waar hij met een sprong van 2,24 m een olympisch record
vestigt en de gouden medaille wint.
- 26 - Eerste Europese satelliet wordt gelanceerd.
- 30 - In Amsterdam wordt de IJtunnel geopend.
- 31 - De Amerikaanse president Johnson kondigt aan dat de Verenigde Staten de bombardementen op Noord-Vietnam zullen stoppen.

november
- 5 - Presidentsverkiezingen in de Verenigde Staten: Richard Nixon wint met 43,4 % van de stemmen van Hubert Humphrey, die 42,7% behaalt. 13,5% gaat naar kandidaat George Wallace en 0,4% naar anderen.
- 11 - Twee grote onafhankelijkheidsstromingen in de Canadese provincie Quebec gaan samen in de Parti Québécois (PQ).
- 26 - Na maanden van uitstel gaat de regering van Zuid-Vietnam akkoord om de vredesonderhandelingen in Parijs te vervroegen.

december
- 11 - De werkloosheidsgraad in de Verenigde Staten ligt op 3,3%, het laagste percentage in 15 jaar.
- 21 - De Apollo 8 wordt gelanceerd. Het is de eerste Amerikaanse ruimtemissie die rond de maan zal vliegen.
- 31 - 's Werelds eerste supersonische passagiersvliegtuig, de Russische Tupolev Tu-144, maakt zijn eerste vlucht.

## Muziek

### Klassieke muziek
- 1 januari: eerste uitvoering van Pensieri sopra un cantico vecchio van Bo Linde
- 13 oktober: eerste uitvoering van Symfonie nr. 7 van Allan Pettersson
- 21 oktober: eerste uitvoering van Strijkkwartet nr. 3 van Boris Tsjaikovski
- 18 november: eerste uitvoering van Livre pour orchestre van Witold Lutosławski
- 8 december: eerste uitvoering van Symfonie nr. 10 van Mieczysław Weinberg
- 19 december: eerste uitvoering van Symfonie nr. 9 van Vagn Holmboe

### Populaire muziek
- Elvis Presley - NBC TV-Special ELVIS/The '68 Comeback Special
- Golden Earring - Miracle Mirror
- Iron Butterfly - In-a-Gadda-da-Vida
- Jethro Tull - This Was
- Melanie - Born to be
- Otis Redding heeft een hit met (Sittin' on) The Dock of The Bay
- Pink Floyd - A Saucerful of Secrets
- The Beach Boys hebben veel succes met Do it Again
- The Beatles - The Beatles (ook wel The White Album)
- The Doors - Waiting For The Sun
- The Rolling Stones - Beggars Banquet'

De volgende platen worden Top 3-hits in de Veronica Top 40:
- Andy Williams - Battle Hymn of The Republic
- Aphrodite's Child - Rain And Tears
- Aretha Franklin - I Say a Little Prayer
- Barry Ryan - Eloise
- Bee Gees - I've Gotta Get a Message to You, Jumbo/The Singer Sang His Song, Words en World
- Blue Cheer - Summertime Blues
- Cliff Richard - Congratulations
- Digno Garcia - La Felicidad
- Egbert Douwe - Kom Uit de Bedstee M'n Liefste
- Esther & Abi Ofarim - Cinderella Rockefella
- Gary Puckett & the Union Gap - Young Girl
- Golden Earrings - Dong Dong Diki Diki Dong en Just a Little Bit of Peace in my Heart
- Heintje - Heidschi Bumbeidschi en Ich Bau' Dir Ein Schloss
- Joe Cocker - With a Little Help From my Friends
- John Fred & his Playboy Band - Judy in Disguise (with glasses)
- John Rowles - If I Only Had Time
- Johnny & Rijk - Pa Wil Niet in Bad
- Manfred Mann - Mighty Quinn
- Mary Hopkin - Those Were the Days
- Moody Blues - Nights in White Satin
- Raymond Froggatt - Callow-la-vita
- Sir Henry & his Butlers - Camp
- Small Faces - Lazy Sunday
- The Beatles - Hello Goodbye, Hey Jude, Lady Madonna en Magical Mystery Tour
- The Cats - Lea en Times Were When
- The Marbles - Only One Woman
- The Rolling Stones - Jumpin' Jack Flash en She's a Rainbow/2000 Light Years from Home
- The Tremeloes - My Little Lady
- Tom Jones - Delilah
- Toon Hermans - Mien Waar is Mijn Feestneus?
- Wim Sonneveld - De Kat Van Ome Willem
- Zen - Hair

## Beeldende kunst

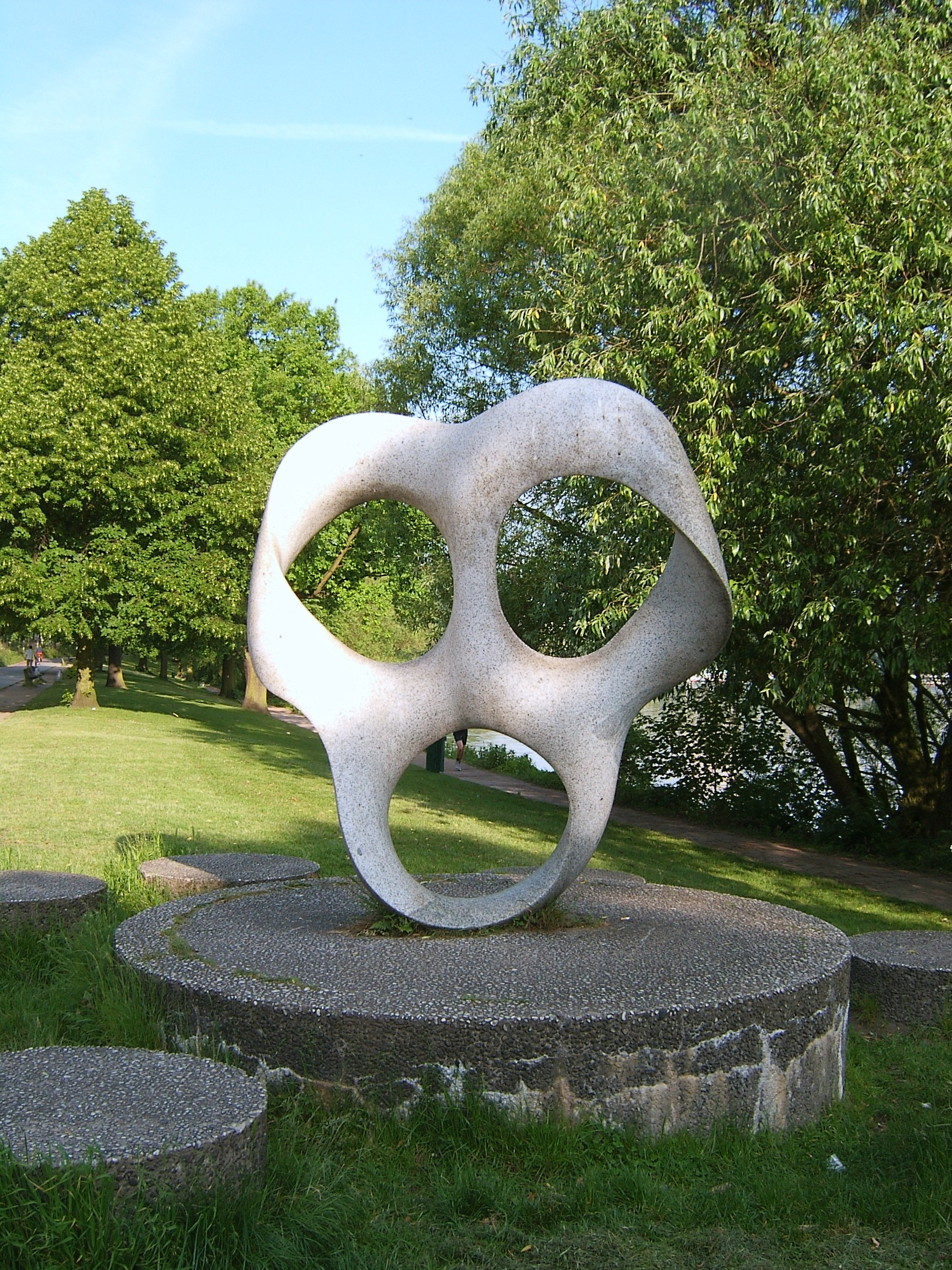
Rhythmus im Raum (1968) Max Bill, Außenalster, Hamburg
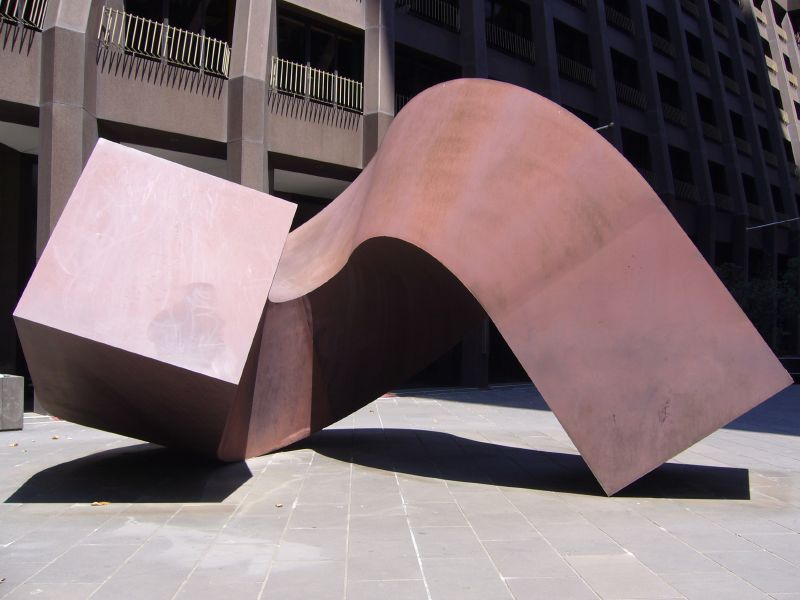
Awakening (1968) Clement Meadmore, Melbourne
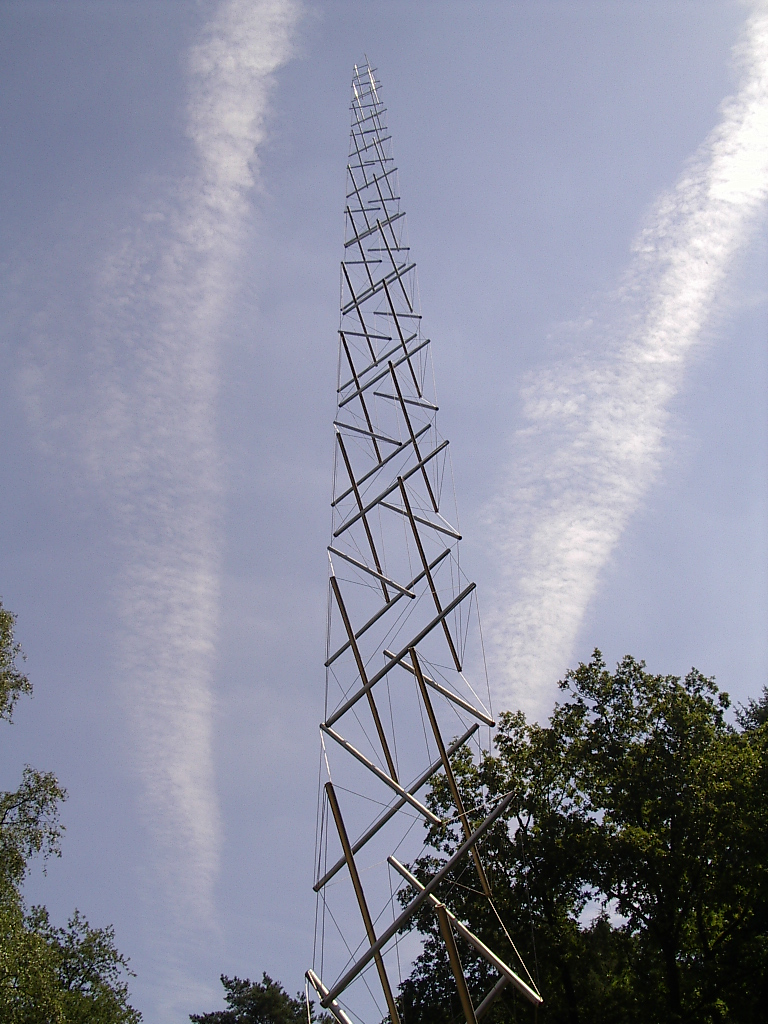
Needle tower (1968) Kenneth Snelson, Kröller-Müller Museum

## Bouwkunst

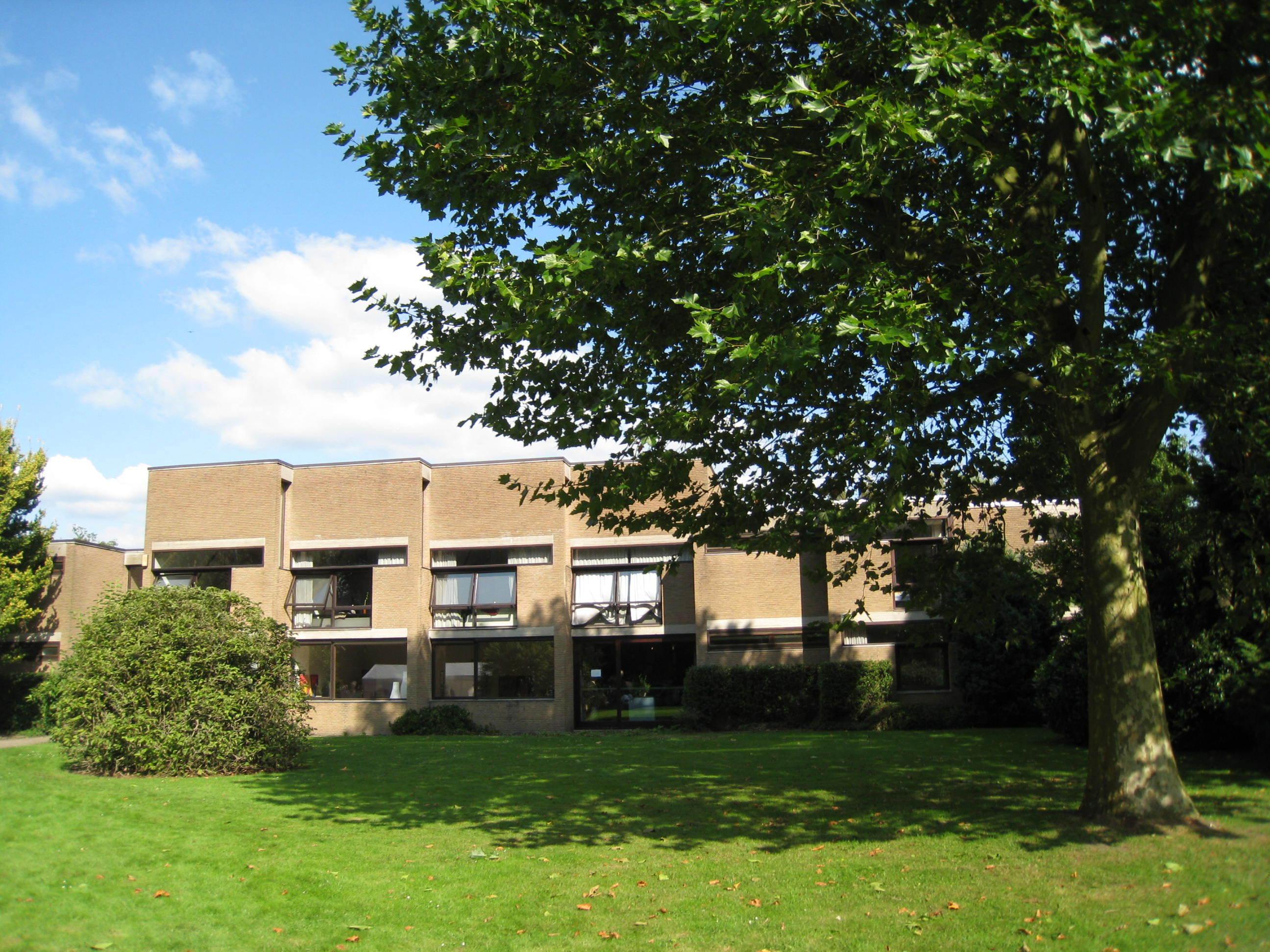
Bezinningscentrum Godsheide, Hasselt (1968) Marc Dessauvage

## Geboren

### januari

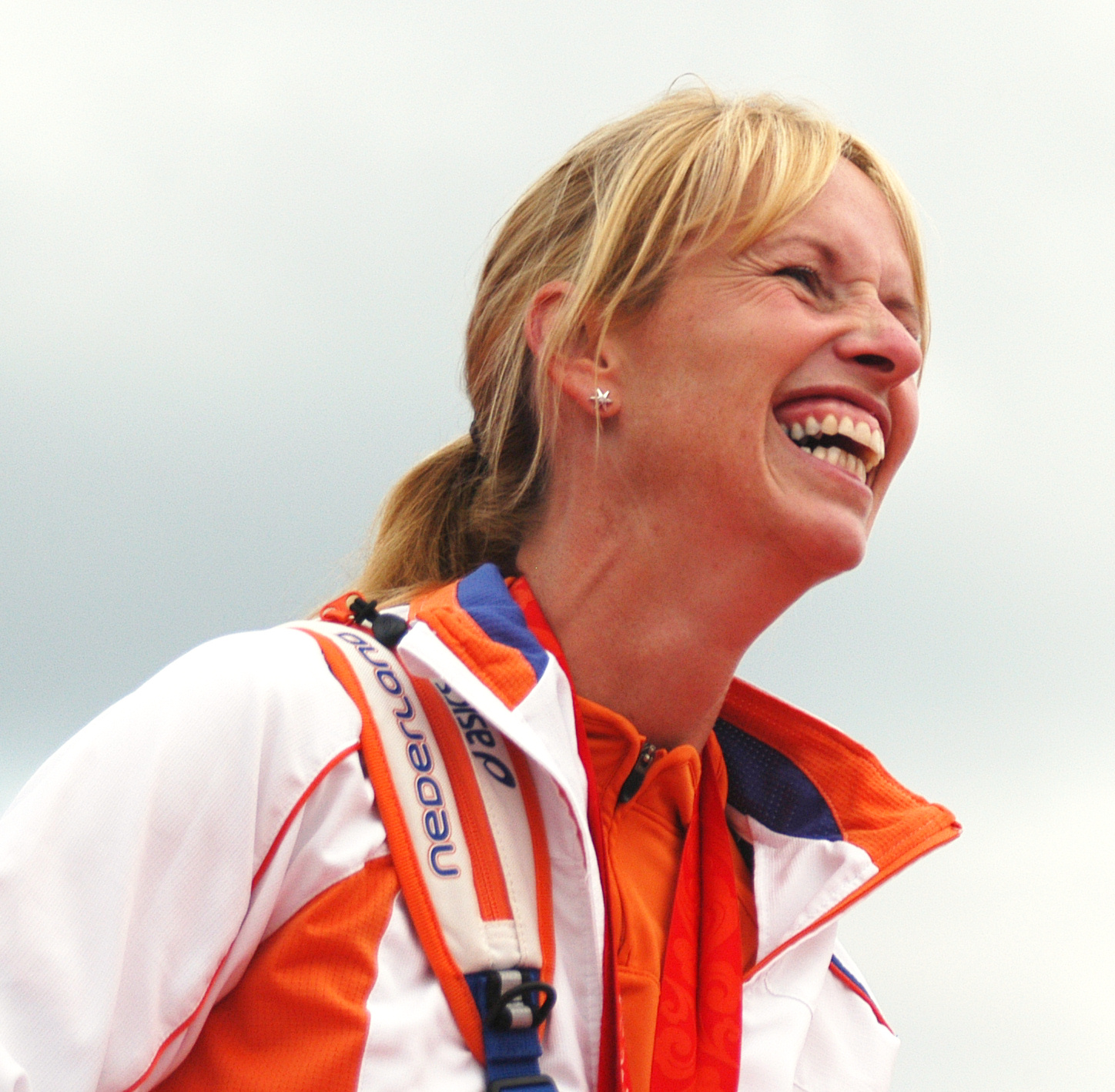
Anky van Grunsven,
geboren op 2 januari

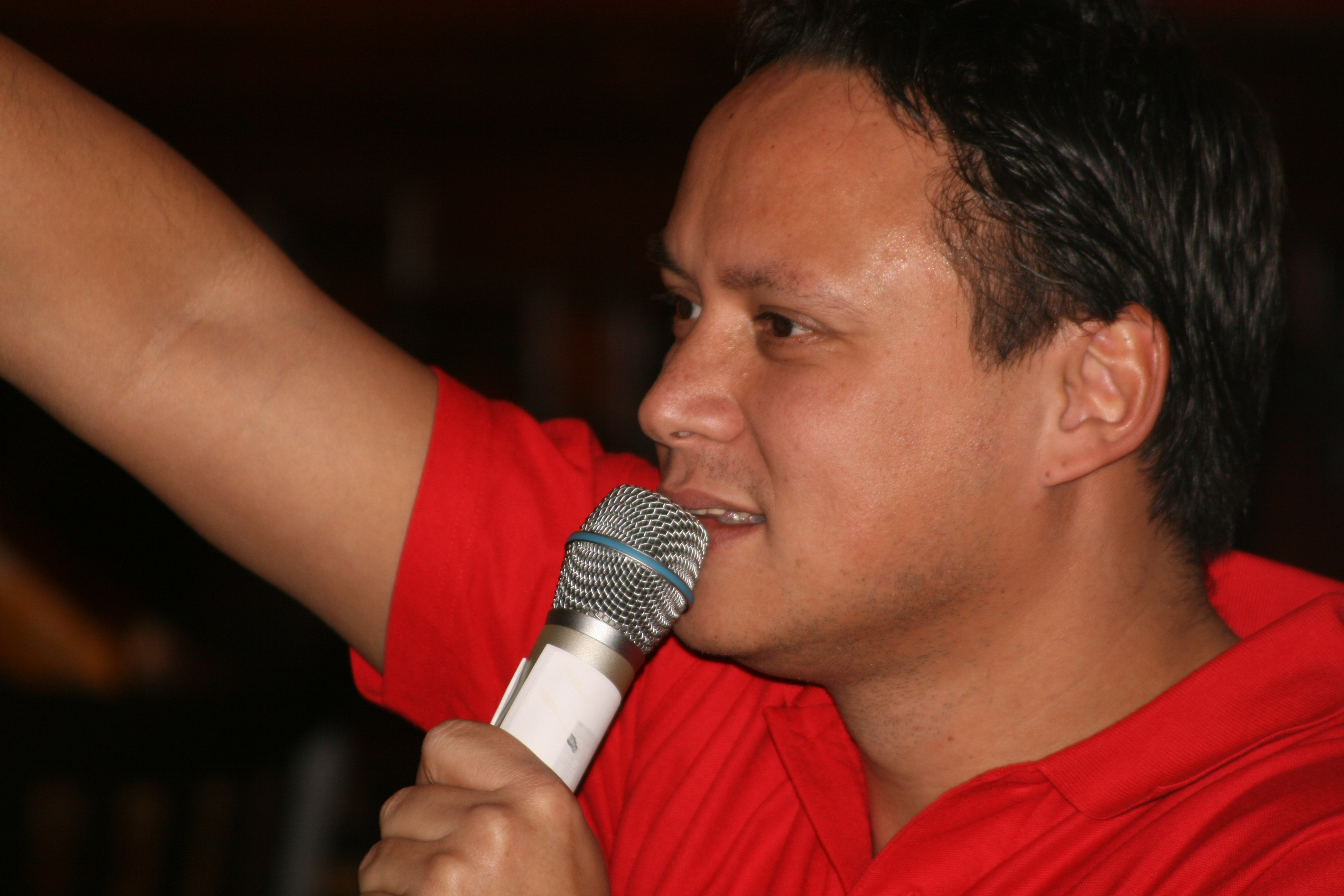
Harold Verwoert,
geboren op 15 januari

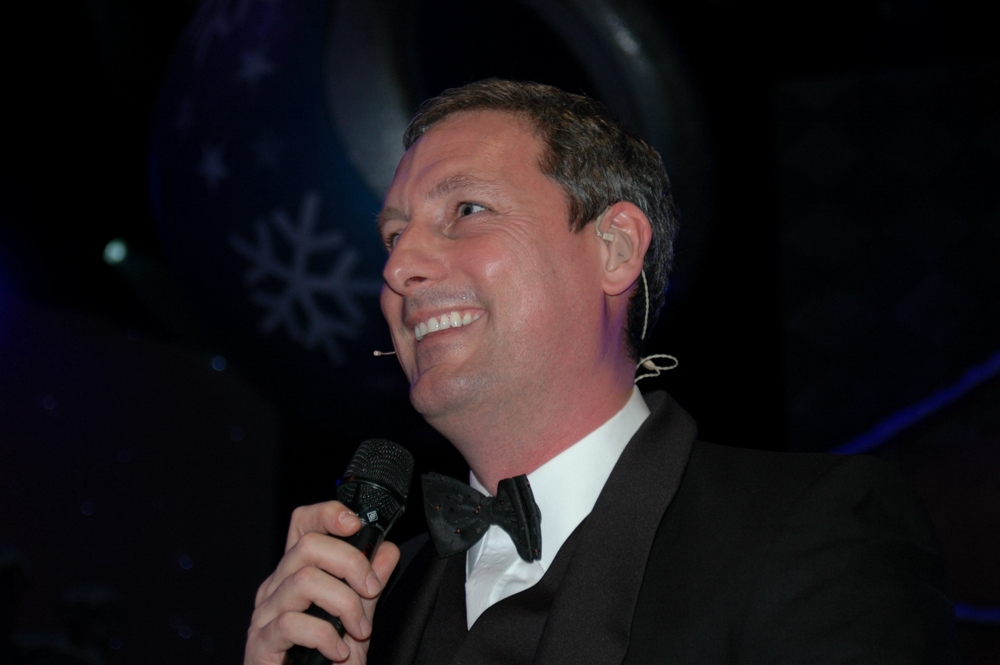
Gert Verhulst,
geboren op 24 januari

- 1 - Ömer Döngeloğlu, Turks theoloog, schrijver, programmamaker en presentator (overleden 2020)
- 1 - Davor Šuker, Kroatisch voetballer
- 1 - Jan de Visser, Nederlands voetballer
- 2 - Cuba Gooding jr., Amerikaans acteur
- 2 - Anky van Grunsven, Nederlands dressuuramazone en drievoudig olympisch kampioene
- 3 - Kent Carlsson, Zweeds tennisser
- 3 - Matthias Temmermans, Belgisch regisseur
- 3 - Tine Van den Brande, Belgisch actrice
- 4 - Mario Ferraris, Italiaans autocoureur en teameigenaar
- 4 - Michihiro Tsuruta, Japans voetballer
- 6 - Joey Lauren Adams, Amerikaans filmactrice
- 8 - James Brokenshire, Brits conservatief politicus (overleden 2021)
- 9 - Leo Klein Gebbink, Nederlands hockeyer
- 10 - Keziah Jones, Nigeriaans zanger en gitarist
- 10 - Lyle Menendez, Amerikaans veroordeelde moordenaar
- 11 - Michel Zanoli, Nederlands wielrenner (overleden 2003)
- 12 - Roy Beukenkamp, Nederlands voetbaldoelman
- 12 - Mauro Silva, Braziliaans voetballer
- 13 - Gianni Morbidelli, Italiaans autocoureur
- 14 - Mike Boddé, Nederlands cabaretier
- 15 - Harold Verwoert, Nederlands presentator, acteur en popmuzikant
- 14 - LL Cool J, Amerikaans rapper
- 17 - Stella de Heij, Nederlands hockeyster
- 17 - Svetlana Masterkova, Russisch atlete
- 17 - Ilja Leonard Pfeijffer, Nederlands dichter en criticus
- 19 - Svetoslav Malinov, Bulgaars politicus
- 19 - Bert Natter, Nederlands schrijver
- 21 - Artoer Dmitrijev, Russisch kunstschaatser
- 21 - Petra van de Sande, Nederlands paralympisch sportster
- 22 - Frank Lebœuf, Frans voetballer
- 22 - Mauricio Serna, Colombiaans voetballer
- 23 - Petr Korda, Tsjechisch tennisser
- 23 - Jac Orie, Nederlands schaatser en schaatscoach
- 24 - Fernando Escartín, Spaans wielrenner
- 24 - Scott Mercier, Amerikaans wielrenner
- 24 - Gert Verhulst, Belgisch televisiepresentator en -maker
- 25 - Luc Krotwaar, Nederlands atleet
- 25 - Eric Orie, Nederlands voetballer en voetbalcoach
- 26 - Ronald Ohlsen, Nederlands dichter en (toneel)schrijver
- 28 - Martijn Fischer, Nederlands acteur
- 28 - Marnie McBean, Canadees roeister
- 28 - Sarah McLachlan, Canadees zangeres
- 28 - Rubén Pereira, Uruguayaans voetballer
- 30 - Eddy Bouwmans, Nederlands wielrenner
- 30 - Felipe VI, koning van Spanje
- 31 - John Collins, Schots voetballer en voetbalcoach
- 31 - Victor Feddersen, Deens roeier
- 31 - Patrick Stevens, Belgisch atleet
- 31 - Saidali Yuldashev, Oezbeeks schaker

### februari

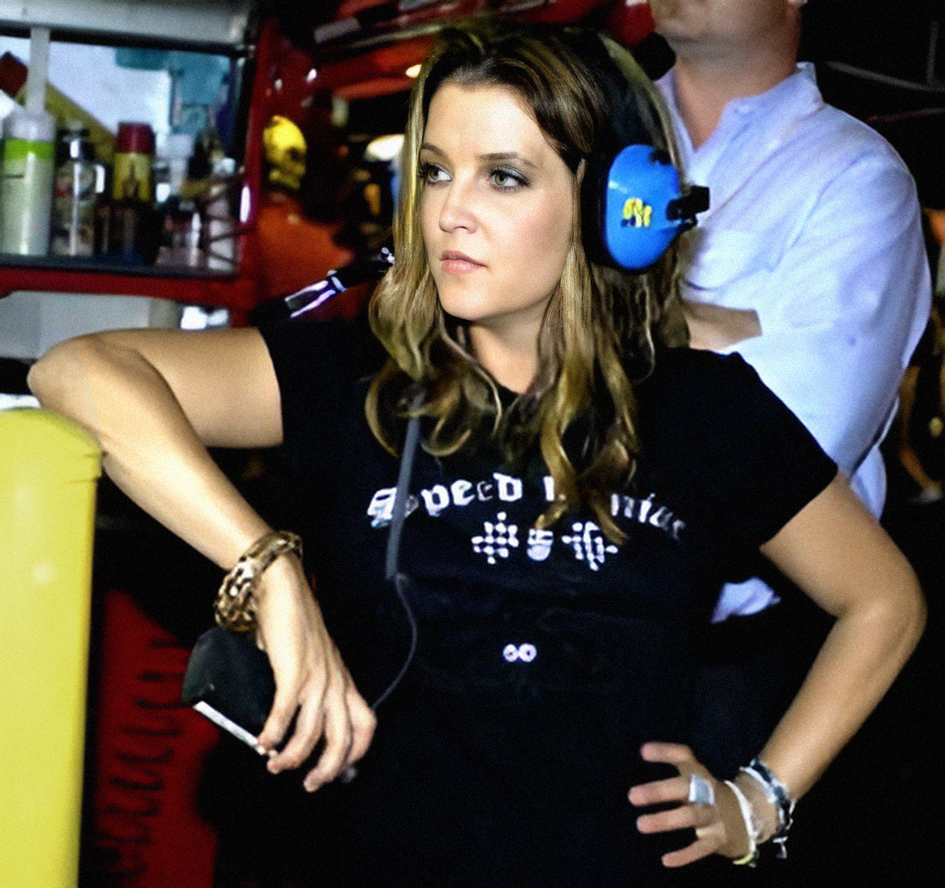
Lisa Marie Presley,
geboren op 1 februari

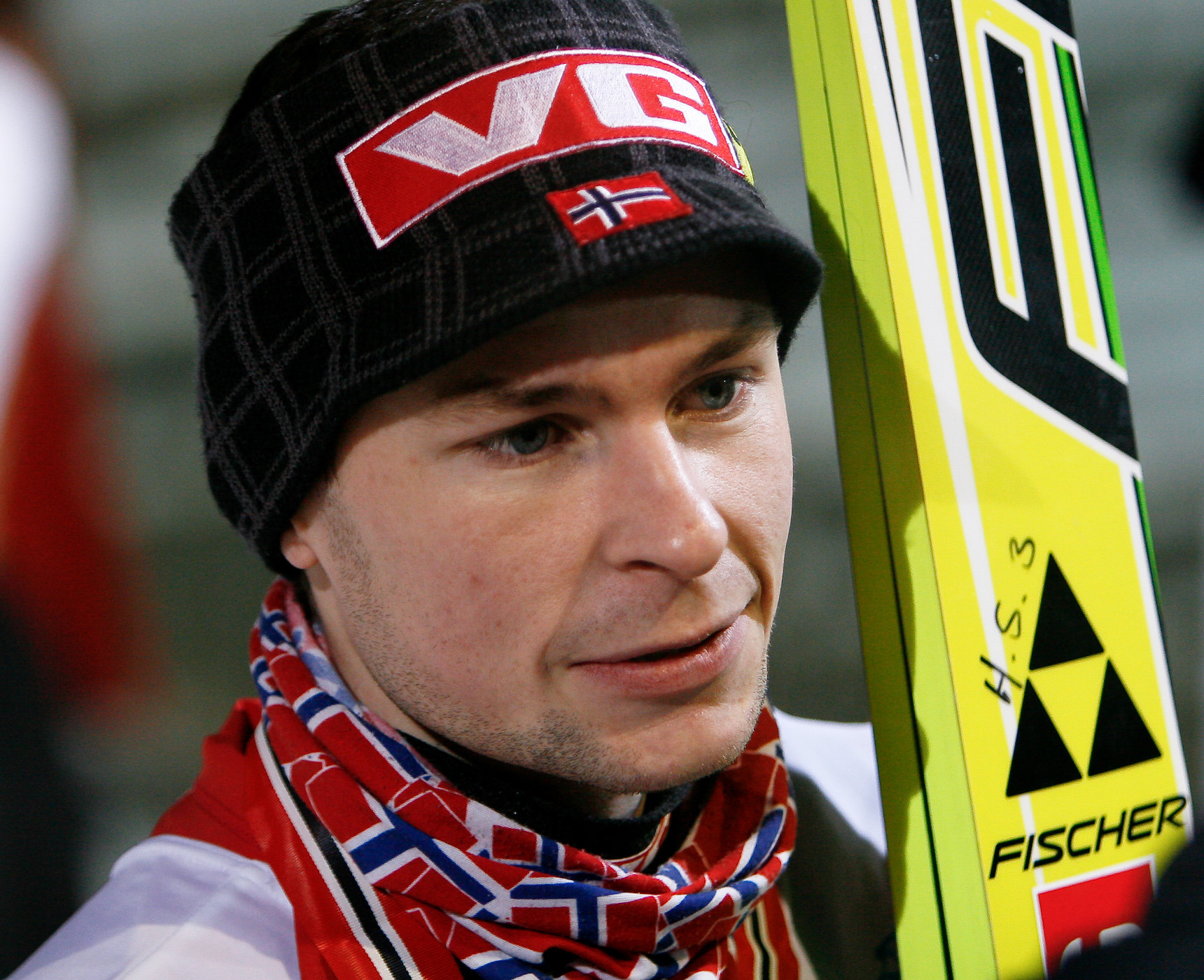
Anders Jacobsen,
geboren op 17 februari

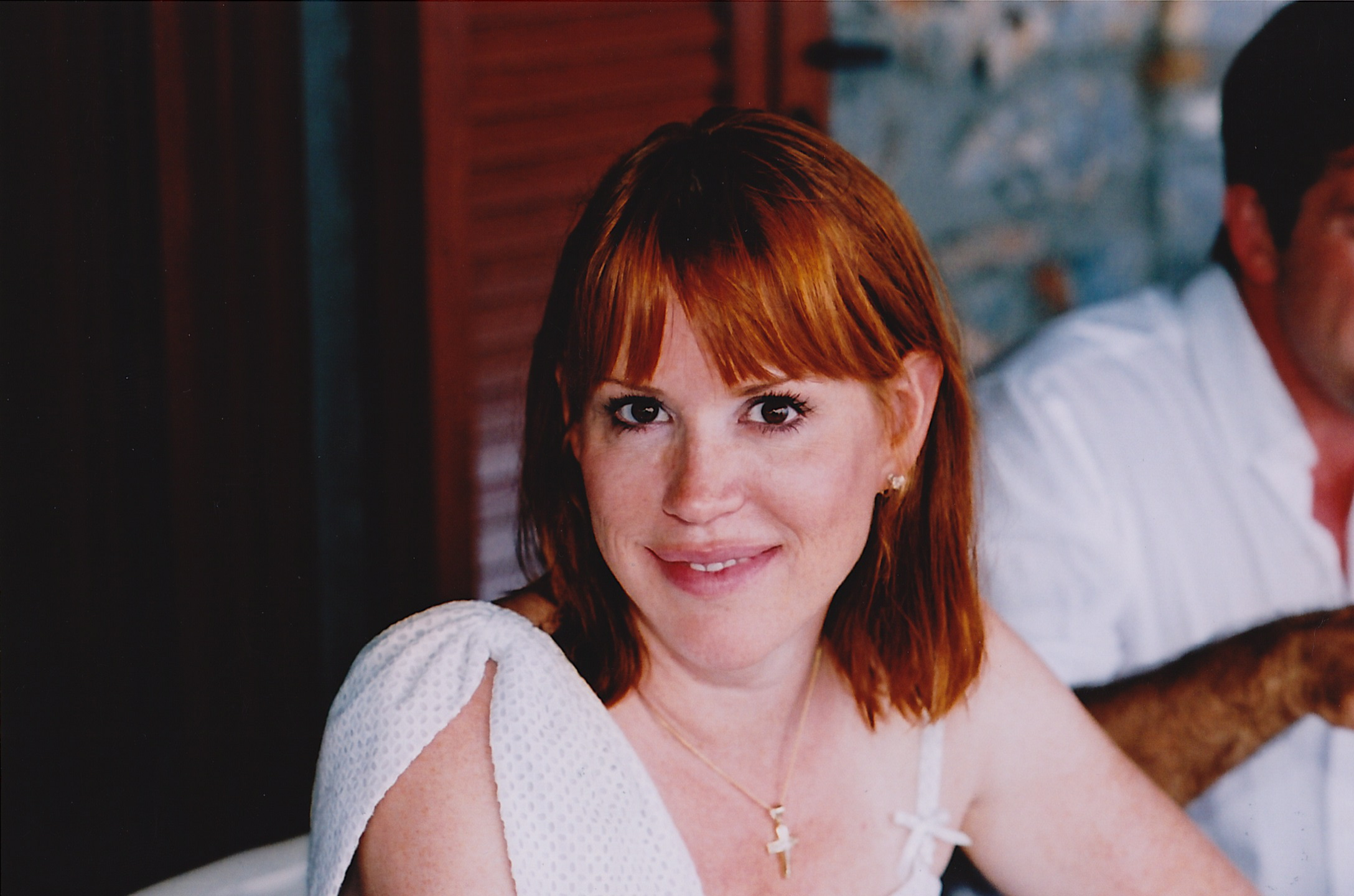
Molly Ringwald,
geboren op 18 februari

- 1 - Lisa Marie Presley, Amerikaans zangeres/songwriter en dochter van Elvis Presley (overleden 2023)
- 2 - Ben Vet, Nederlands atleet
- 3 - Mary Onyali-Omagbemi, Nigeriaans atlete
- 3 - Irina Permitina, Russisch atlete
- 4 - Marko Matvere, Ests acteur
- 5 - Henrik Hedman, Zweeds ondernemer en autocoureur
- 6 - Piergiorgio Bontempi, Italiaans motorcoureur
- 6 - Adolfo Valencia, Colombiaans voetballer
- 7 - Mark Tewksbury, Canadees zwemmer en olympisch kampioen
- 9 - Robert Eenhoorn, Nederlands honkballer en honkbalcoach
- 10 - Maurits Crucq, Nederlands hockeyer
- 10 - Marcel van Roosmalen, Nederlands columnist en schrijver
- 12 - Chris McCandless, Amerikaans avonturier (overleden 1992)
- 13 - Bruno Stevenheydens, Belgisch politicus
- 13 - Yasuhiro Yamada, Japans voetballer (overleden 2013)
- 14 - Rop Gonggrijp, Nederlands voormalig hacker en automatiseringsactivist
- 15 - Eddy Gragus, Amerikaans wielrenner
- 15 - Axelle Red, Belgisch zangeres
- 15 - Ellemijn Veldhuijzen van Zanten, Nederlands actrice en columniste
- 16 - Erik Regtop, Nederlands voetballer
- 16 - Constant Smits van Waesberghe, Nederlands golfer
- 17 - Anders Jacobsen, Noors schansspringer
- 17 - Rob Morren, Nederlands kunstschilder (overleden 2021)
- 18 - Molly Ringwald, Amerikaans actrice
- 18 - Aung Zaw, Myanmarees uitgever
- 19 - Patrick Morocutti, Luxemburgs voetballer
- 19 - Stochelo Rosenberg, Nederlands gitarist
- 20 - Ted Hankey, Engels darter
- 20 - Fatma Koşer Kaya, Turks-Nederlands politica
- 21 - Mirsad Dedić, Bosnisch voetballer
- 21 - Jan Johnston, Brits zangeres
- 22 - Delphine van Saksen-Coburg, Belgisch/Brits kunstenares, buitenechtelijke dochter van Albert II van België
- 22 - Jeri Ryan, Amerikaans actrice
- 22 - Kazimierz Stafiej, Pools wielrenner
- 23 - Grad Xhofleer, Nederlands voetballer
- 24 - Francesco Baiano, Italiaans voetballer
- 24 - Roland van Benthem, Nederlands bestuurder en politicus
- 24 - David Eugene Edwards, Amerikaans singer-songwriter
- 24 - Luciène Geels, Nederlands softbalster
- 24 - John Veldman, Surinaams-Nederlands voetballer
- 25 - Rolf Koster, Nederlands acteur en zanger
- 26 - Robin Ammerlaan, Nederlands rolstoeltennisser
- 26 - Wim Kiekens, Belgisch voetballer
- 27 - Ståle Solbakken, Noors voetballer en voetbalcoach
- 27 - Els Van Weert, Belgisch politica
- 28 - Eric Van Meir, Belgisch voetballer en voetbaltrainer
- 29 - Karen Robinson, Brits-Canadees actrice
- 29 - Sandy Wenderhold, Nederlands onderneemster

### maart

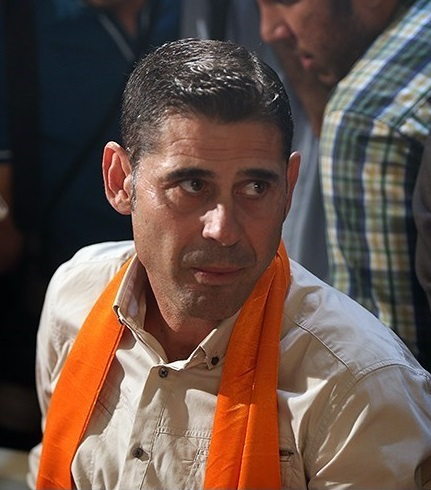
Fernando Hierro,
geboren op 23 maart

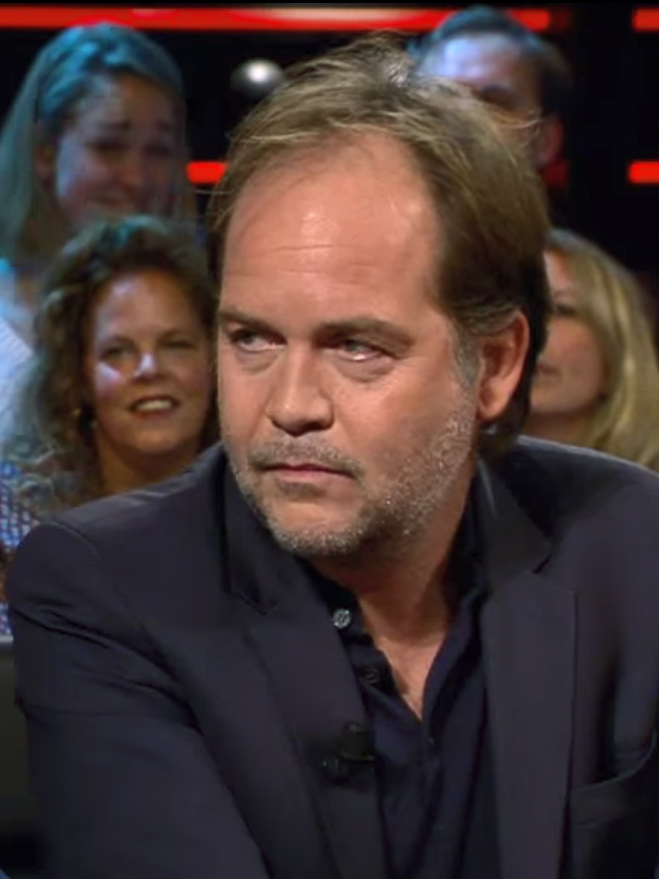
Michel van Egmond,
geboren op 26 maart

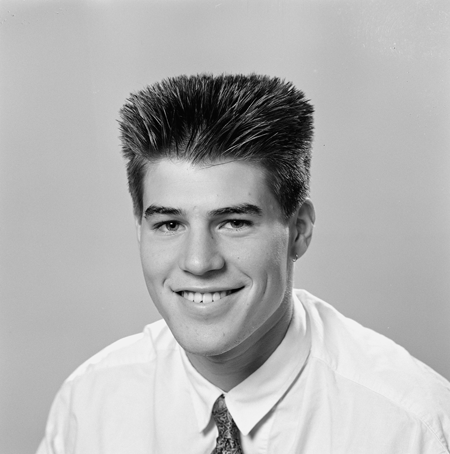
Martijn Krabbé,
geboren op 26 maart

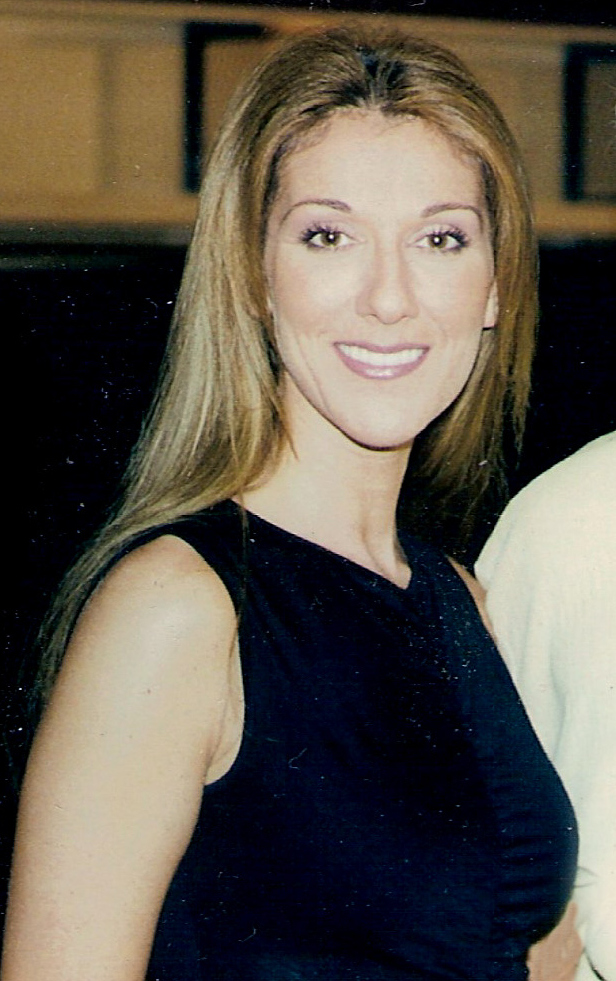
Céline Dion in 1998,
geboren op 30 maart

- 1 - Camelia Macoviciuc, Roemeens roeister
- 2 - Daniel Craig, Brits acteur
- 3 - Caroline Alexander, Brits mountainbikester en wielrenster
- 3 - Denis Petrov, Russisch kunstschaatser
- 3 - Jörg Stiel, Zwitsers voetballer
- 4 - Patsy Kensit, Brits actrice en popzangeres (Eighth Wonder)
- 4 - Kyriakos Mitsotakis, Grieks politicus; premier sinds 2019
- 4 - Johan Nijenhuis, Nederlands cineast en filmproducent
- 5 - Gordon Bajnai, Hongaars eerste minister
- 5 - Frank Verlaat, Nederlands voetballer
- 6 - Moira Kelly, Amerikaans actrice
- 6 - Igor Kolyvanov, Russisch voetballer en voetbalcoach
- 6 - Christel Van Schoonwinkel, Belgisch actrice
- 9 - Youri Djorkaeff, Frans voetballer
- 9 - Jorge Larrionda, Uruguayaans voetbalscheidsrechter
- 10 - Michael Morgan, Duits schlagerzanger
- 10 - Jan van der Stoep, Nederlands filosoof en bijzonder hoogleraar
- 11 - Pascalis Dardoufas, Duitse dj/producer bekend als Pascal F.E.O.S. (overleden in 2020)
- 15 - Anca Tănase, Roemeens roeister
- 17 - Valter Bonča, Sloveens wielrenner
- 17 - Martin Hänggi, Zwitsers schaatser
- 18 - Miguel Herrera, Mexicaans voetballer en voetbalcoach
- 18 - Temoeri Ketsbaia Georgisch voetballer en voetbalcoach
- 18 - Wim de Vos, Nederlands wielrenner
- 20 - Camilla Grebe, Zweeds schrijfster
- 20 - Lawrence Makoare, Nieuw-Zeelands acteur
- 20 - Paul Merson, Engels voetballer
- 20 - João N'Tyamba, Angolees atleet
- 21 - Igor Khenkin, Duits schaker
- 23 - Damon Albarn, Brits zanger en muzikant (Blur)
- 23 - Fernando Hierro, Spaans voetballer
- 24 - Megan Delehanty, Canadees roeister
- 24 - Alio Die, Italiaans muzikant
- 24 - Veronica Vieyra, Argentijns actrice
- 24 - Yelena Lanskaya, Russisch-Amerikaanse filmregisseur, producente
- 25 - Helena Karochova, Tsjechisch actrice
- 25 - Judith Lucy, Australisch comedienne en actrice
- 26 - Kirsten Barnes, Canadees roeister
- 26 - Julie Ansara (Julie Karolyne Hoefer), Amerikaanse kunstdirectrice, actrice
- 26 - Andrea Pietra, Argentijnse actrice en producente
- 26 - Michel van Egmond, Nederlands journalist en schrijver
- 26 - James Iha, Amerikaans rockgitarist
- 26 - Martijn Krabbé, Nederlands radio- en televisiepresentator
- 26 - Klasina Seinstra, Nederlands schaatsster
- 26 - Christopher Ward, Brits schaker
- 27 - Irina Belova, (Sovjet-)Russisch atlete
- 28 - Huub Grossard, Belgisch atleet (overleden 2006)
- 29 - Lucy Lawless, Nieuw-Zeelandse actrice
- 30 - Céline Dion, Canadees zangeres
- 31 - Muriel Bats, Belgisch actrice
- 31 - Mauro Lucchiari, Italiaans motorcoureur

### april

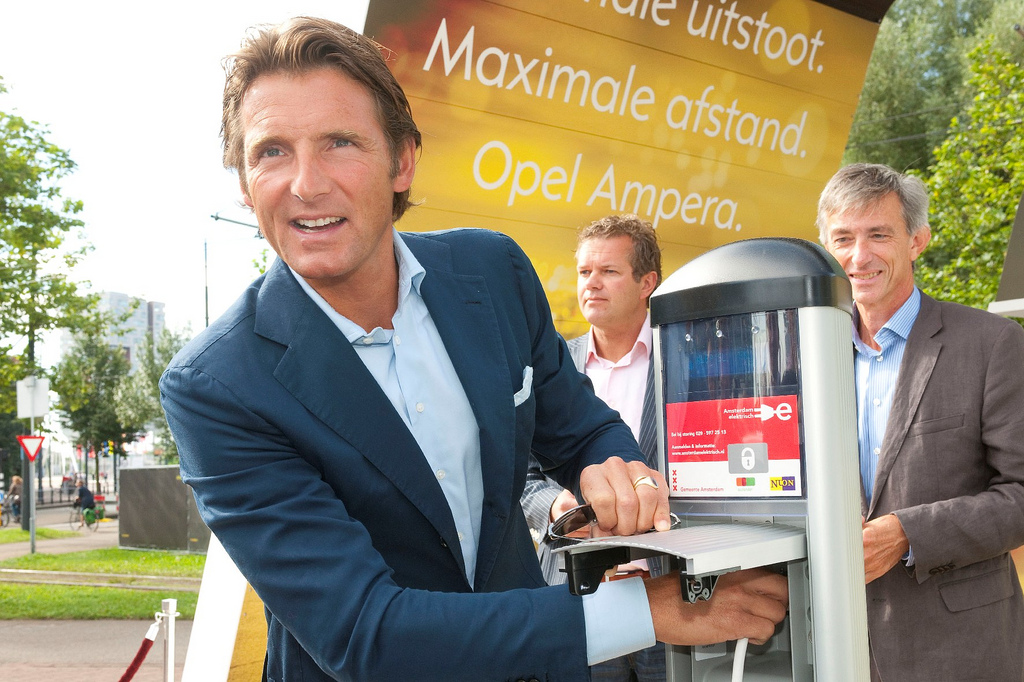
Prins Maurits,
geboren op 17 april

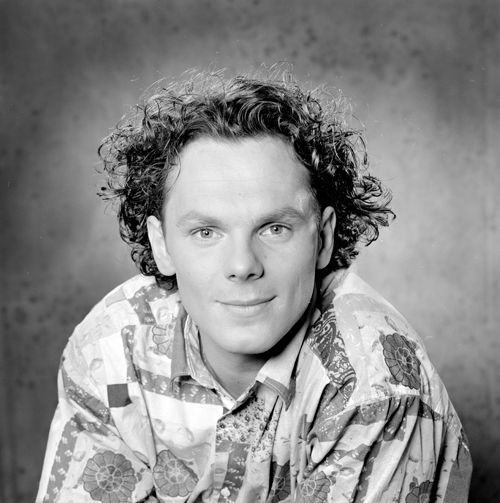
Ben van der Burg,
geboren op 20 april

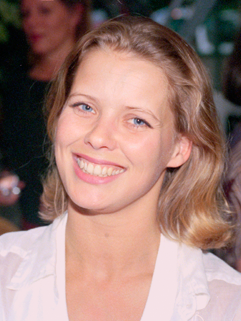
Babette van Veen,
geboren op 30 april

- 1 - Miguel Dias, Nederlands bokser
- 1 - Ingrid Klimke, Duits amazone
- 2 - Carlos Batres, Guatemalteeks voetbalscheidsrechter
- 3 - Saskia Halfmouw, Nederlands illustratrice
- 4 - Bert Brinkman, Nederlands waterpoloër
- 4 - Roberto Colciago, Italiaans autocoureur
- 4 - Darren Law, Amerikaans autocoureur
- 4 - Xue Ruihong, Chinees langebaanschaatsster
- 7 - Duncan Armstrong, Australisch zwemmer en olympisch kampioen
- 7 - Aleš Čeh, Sloveens voetballer en voetbalcoach
- 8 - Kenny Larkin, Amerikaans technoproducer
- 8 - Marcus Sedgwick, Brits (kinderboeken)schrijver, illustrator en muzikant (overleden 2022)
- 9 - Marie-Claire Restoux, Frans judoka
- 10 - Nebahat Albayrak, Turks-Nederlands politica en bestuurder
- 10 - Tjeerd de Groot, Nederlands politicus
- 10 - Orlando Jones, Amerikaans komiek en film- en televisieacteur
- 11 - CB Milton, Nederlands zanger
- 11 - Mirosław Trzeciak, Pools voetballer
- 11 - Alexandra Paleologou, Grieks actrice
- 12 - Toru Aoyanagi, Japans langebaanschaatser en schaatscoach
- 12 - Alicia Coppola, Amerikaans actrice
- 12 - James Moiben, Keniaans atleet
- 13 - Margrethe Vestager, Deens politica en eurocommissaris
- 15 - Mieke van der Kolk, Nederlands atlete
- 15 - Brahim Lahlafi, Marokkaans atleet
- 15 - Rachid Madrane, Belgisch politicus
- 15 - Ed O'Brien, Brits musicus
- 16 - Bas de Bever, Nederlands mountainbiker en BMX'er
- 16 - Martin Dahlin, Zweeds voetballer
- 16 - Andreas Hajek, Duits roeier
- 16 - Barbara Sarafian, Belgisch actrice
- 17 - Ornella Ferrara, Italiaans atlete
- 17 - Aki Hyryläinen, Fins voetballer
- 17 - Eric Lamaze, Canadees ruiter
- 17 - Adam McKay, Amerikaans acteur en regisseur
- 17 - Maurits van Oranje-Nassau, Van Vollenhoven, zoon van prinses Margriet
- 19 - William Houston, Engels acteur
- 19 - Mswati III, koning van Swaziland (1986-
- 20 - Ben van der Burg, Nederlands schaatser en IT-expert
- 21 - Peter van Vossen, Nederlands voetballer
- 23 - Bas Haring, Nederlands filosoof en kinderboekenschrijver
- 23 - Timothy McVeigh, Amerikaans terrorist, pleger van de bomaanslag in Oklahoma City, (overleden 2001)
- 23 - Wouter van Pelt, Nederlands hockeyer
- 24 - Hashim Thaçi, Kosovaars politicus en militair
- 25 - Thomas Strunz, Duits voetballer
- 26 - Curtis Jones, Amerikaans dj/producer
- 28 - Orlando Voorn, Nederlandse technoproducer
- 28 - Jacqueline Rustidge, Nederlands atlete
- 29 - John Jairo Tréllez, Colombiaans voetballer
- 30 - Mari Carmen Oudendijk, Nederlands televisiepresentatrice
- 30 - Babette van Veen, Nederlands actrice

### mei

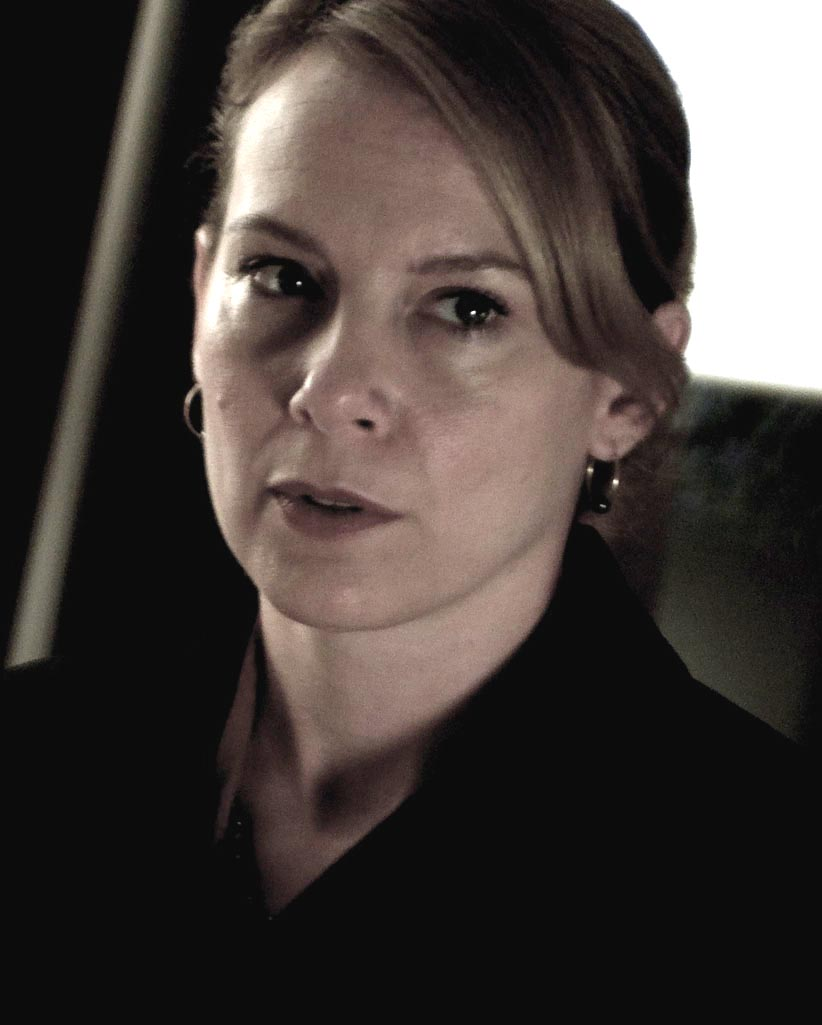
Amy Ryan,
geboren op 3 mei

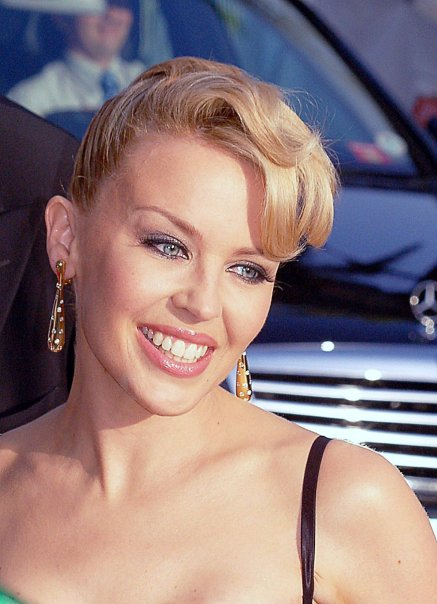
Kylie Minogue,
geboren op 28 mei

- 1 - Oliver Bierhoff, Duits voetballer
- 3 - Amy Ryan, Amerikaans actrice
- 5 - Boban Babunski, Macedonisch voetballer
- 5 - Geert Emmerechts, Belgisch voetballer
- 5 - Merel van Vroonhoven, Nederlands bestuurder en columniste/publiciste
- 6 - Worku Bikila, Ethiopisch atleet
- 7 - Rob Alflen, Nederlands voetballer en voetbalcoach
- 7 - DJ Jean, Nederlands deejay
- 7 - Traci Lords, Amerikaans porno- en filmactrice en zangeres
- 7 - Gerwin Valentijn, Nederlands biljarter
- 8 - Omar Camporese, Italiaans tennisser
- 8 - Ivan Mikulić, Kroatisch zanger
- 8 - Zhaoqin Peng, Nederlands schaakster
- 9 - Benjamin Herman, Nederlands jazzmusicus
- 9 - Marie-José Pérec, Frans atlete
- 10 - Emilija Kokić, Kroatisch zangeres
- 10 - Madeleine van Toorenburg, Nederlands politica
- 12 - Tony Hawk, Amerikaans skateboarder
- 13 - Scott Morrison, Australisch politicus
- 15 - Leco van Zadelhoff, Nederlands stylist en visagist
- 16 - Maja Blagdan, Kroatisch zangeres
- 16 - Noemi Lung, Roemeens zwemster
- 16 - Ľuboš Micheľ, Slowaaks voetbalscheidsrechter
- 17 - Saskia Temmink, Nederlands actrice
- 20 - Daniëlla Mercelina, Nederlands actrice
- 20 - Artur Wojdat, Pools zwemmer
- 22 - Gabriel Mendoza, Chileens voetballer
- 22 - Gabrielle Vijverberg, Nederlands atlete
- 23 - Peter Adeberg, Duits schaatser
- 23 - Hernán Medford, Costa Ricaans voetballer en voetbalcoach
- 25 - Eddie van Marum, Nederlands politicus (BBB)
- 25 - Karl Roy, Filipijns rockzanger (overleden 2012)
- 26 - Anja Daems, Belgisch televisie- en radiopresentatrice
- 26 - Prins Frederik van Denemarken
- 26 - Iain MacPherson, Schots motorcoureur
- 28 - Bart De Pauw, Belgisch komiek en televisiepresentator
- 28 - Kylie Minogue, Australisch zangeres en actrice
- 28 - Annand "Victor" Ramdin, Guyaans pokerspeler

### juni

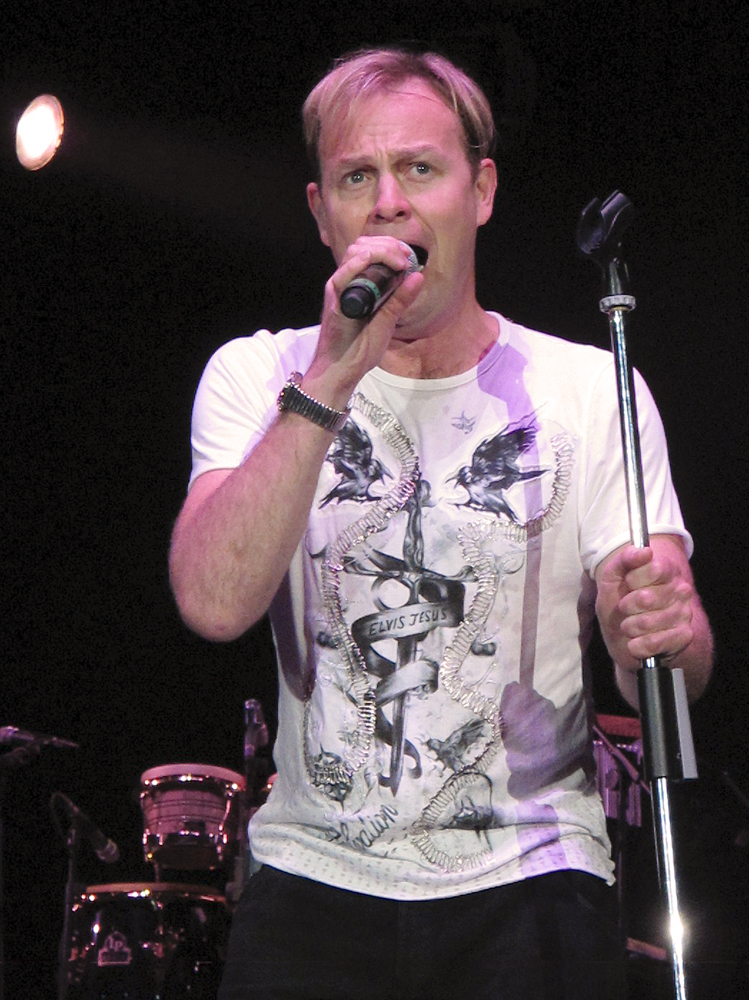
Jason Donovan,
geboren op 1 juni

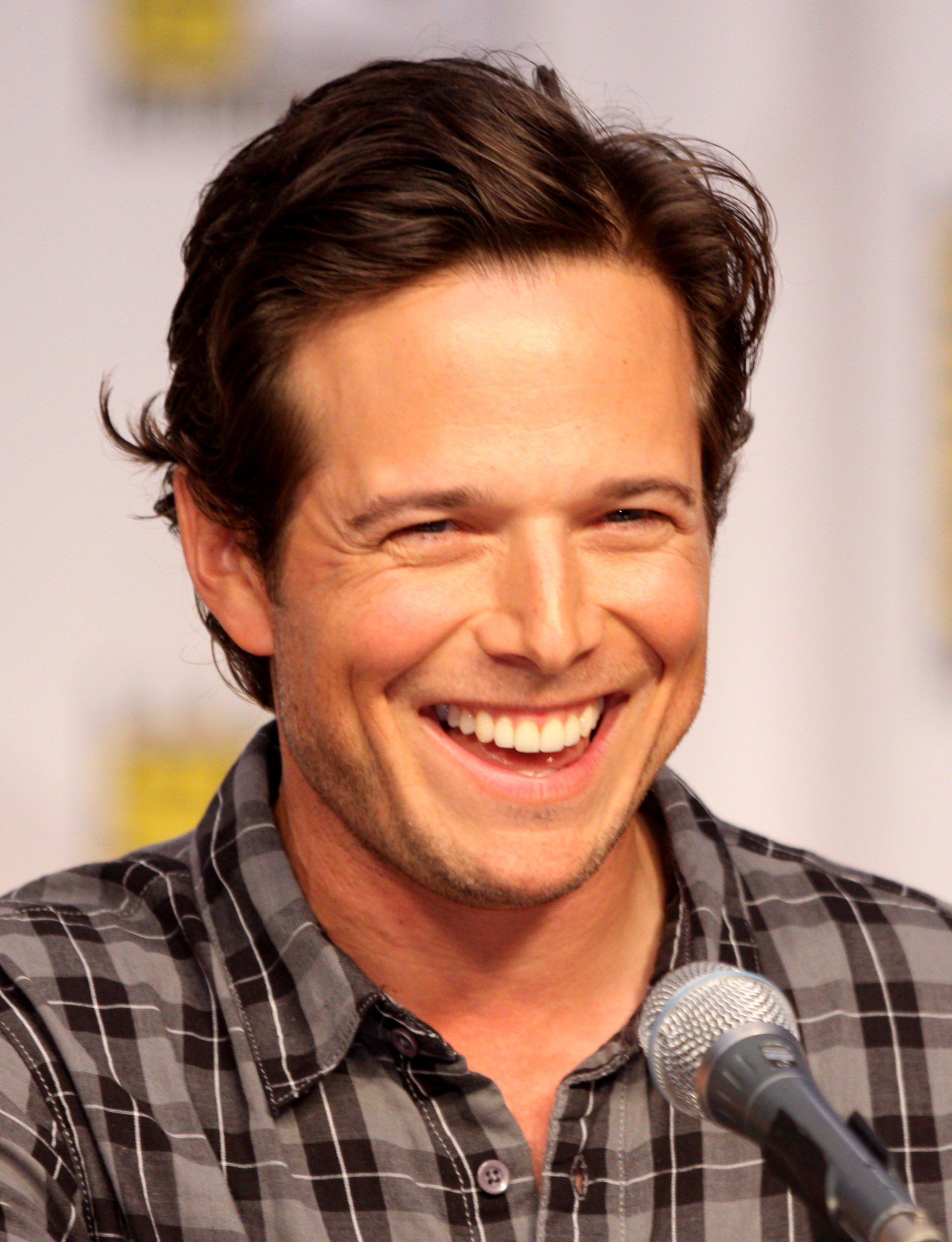
Scott Wolf,
geboren op 4 juni

- 1 - Jason Donovan, Australisch acteur en zanger
- 1 - Mathias Rust, Duits amateurpiloot
- 2 - Mike Dean, Engels voetbalscheidsrechter
- 2 - Harold Dückers, Nederlands fotomodel en acteur
- 3 - Ina Adema, Nederlands politica en bestuurder; Commissaris van de Koning in Noord-Brabant
- 4 - Chris Van Tongelen, Belgisch (musical)acteur, producer, regisseur en zanger
- 4 - Scott Wolf, Amerikaans acteur
- 4 - Yoo Nam-kyu, Zuid-Koreaans tafeltennisser
- 5 - Xavier Aguado, Spaans voetballer
- 5 - Victor Everhardt, Nederlands bestuurder en politicus (D66)
- 5 - Hans Nieuwenburg, Nederlands waterpoloër
- 5 - Marc Rieper, Deens voetballer
- 5 - Henk Vos, Nederlands voetballer
- 6 - Prudencio Indurain, Spaans wielrenner
- 6 - Bart Voskamp, Nederlands wielrenner
- 7 - Juan Antonio Pizzi, Spaans/Argentijns voetballer
- 10 - Cecilia Sandell, Zweeds voetbalster
- 11 - Justin Robertson, Brits dj/producer
- 12 - Bayang Barrios, Filipijns zangeres
- 12 - Luke Slater, Brits technoproducer
- 12 - Bahman Golbarnezhad, Iraans paralympisch wielrenner (overleden 2016)
- 13 - David Gray, Engels popartiest
- 15 - Károly Güttler, Hongaars zwemmer
- 16 - Niclas Grönholm, Fins voetballer
- 16 - Mariana Mazzucato, Italiaans-Amerikaanse econome
- 20 - Mateusz Morawiecki, Pools bankier en politicus; premier sinds 2017
- 21 - Helma Lodders, Nederlands politica
- 21 - Tim Simenon, Brits danceproducer
- 22 - Pavel Blatný, Tsjechisch schaker
- 22 - Fabián Guevara, Chileens voetballer
- 22 - Heidi Rakels, Belgisch judoka
- 23 - Raymond Kurvers, Nederlands musicalacteur
- 23 - Kent Steffes, Amerikaans beachvolleyballer
- 24 - Alaa Abdelnaby, Egyptisch/Amerikaans basketbalspeler
- 24 - Boris Gelfand, Wit-Russisch schaker
- 24 - Andrej Poljšak, Sloveens voetballer
- 25 - Michael Choi, Hongkongs autocoureur
- 25 - Roberto Lacorte, Italiaans ondernemer, zeiler en autocoureur
- 25 - Dorinel Munteanu, Roemeens voetballer
- 26 - Armand de Las Cuevas, Frans wielrenner (overleden 2018)
- 26 - Sabine Hagedoren, Belgisch weervrouw
- 26 - Paolo Maldini, Italiaans voetballer
- 26 - Jovenel Moïse, Haïtiaans president (overleden 2021)
- 27 - Thorsten Kinhöfer, Duits voetbalscheidsrechter
- 27 - Laurent Porchier, Frans roeier
- 28 - Christian Blunck, Duits hockeyer
- 28 - Chayanne, Puerto Ricaans zanger
- 30 - Armand van der Smissen, Nederlands duatleet en atleet

### juli

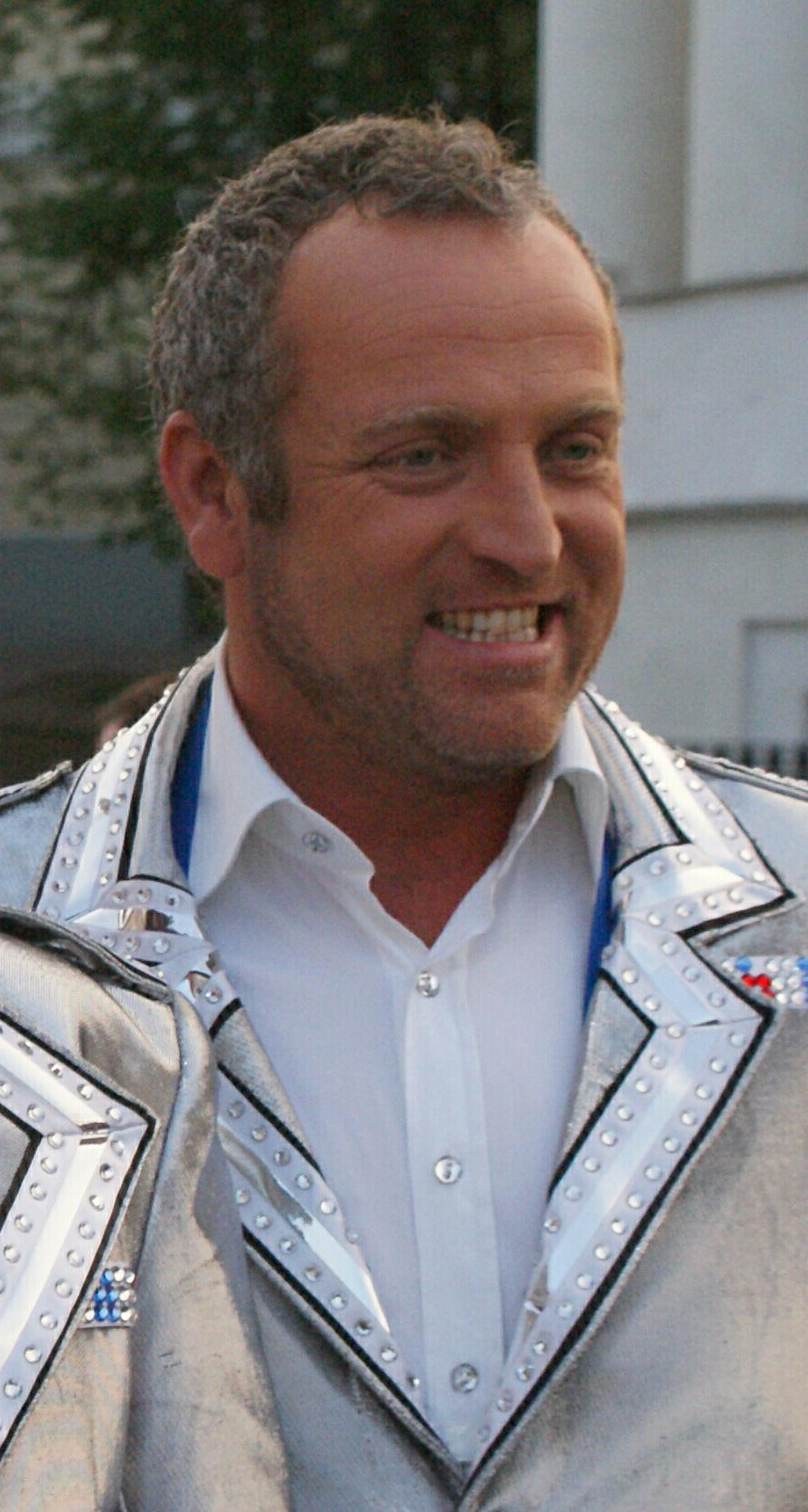
Gordon,
geboren op 6 juli

- 1 - Marjorie van de Bunt, Nederlands wintersporter
- 4 - Mark Lenzi, Amerikaans schoonspringer (overleden 2012)
- 4 - Annabella Stropparo, Italiaans mountainbikester
- 5 - Susan Wojcicki, Amerikaans zakenvrouw (overleden 2024)
- 5 - Alex Zülle, Zwitsers wielrenner
- 6 - Gordon, Nederlands zanger
- 6 - Astrid Oosenbrug, Nederlands  politica en bestuurder
- 7 - Tupãzinho, Braziliaans voetballer
- 8 - Christian Saceanu, Duits tennisser
- 8 - Michael Weatherly, Amerikaans acteur
- 9 - Álex Aguinaga, Ecuadoraans voetballer en voetbalcoach
- 9 - Rob Urgert, Nederlands cabaretier en televisiepresentator
- 10 - Hassiba Boulmerka, Algerijns atlete
- 10 - Pedro Tragter, Nederlands motorcrosser
- 12 - Janne Kolling, Deens handbalster
- 12 - Catherine Plewinski, Frans zwemster
- 12 - Angelique Seriese, Nederlands judoka
- 13 - Ann Ceurvels, Belgisch actrice
- 13 - Dariusz Wojciechowski, Pools wielrenner en wielerploegleider
- 15 - Frits Huffnagel, Nederlands politicus (VVD)
- 16 - Larry Sanger, Amerikaans filosoof en medeoprichter Wikipedia
- 18 - Tania Bruguera, Cubaans installatie- en performancekunstenaar
- 18 - Stefan Sultana, Maltees voetballer
- 19 - Robert Flynn, Amerikaans metalzanger
- 19 - Adam Matysek, Pools voetballer
- 20 - Hami Mandıralı, Turks voetballer
- 21 - Brandi Chastain, Amerikaans voetbalster
- 21 - Alexandra van Huffelen, Nederlands politica en bestuurder
- 22 - Kenneth Cobonpue, Filipijns meubelontwerper
- 25 - Nanouk Leopold, Nederlands cineaste
- 25 - Jack de Vries, Nederlands politicus
- 27 - Frank Goergen, Luxemburgs voetballer
- 27 - Samuel Matete, Zambiaans atleet
- 27 - Julian McMahon, Australisch acteur (overleden 2025)
- 29 - Arno Brok, Nederlands politicus en bestuurder
- 29 - Tom van Sichem, Nederlands voetbalscheidsrechter
- 29 - Flórián Urbán, Hongaars voetballer
- 30 - Robert Korzeniowski, Pools atleet
- 30 - Pieter Kuijpers, Nederlands filmregisseur en -producent
- 31 - Ron Neymann, Nederlands schaatscoach

### augustus

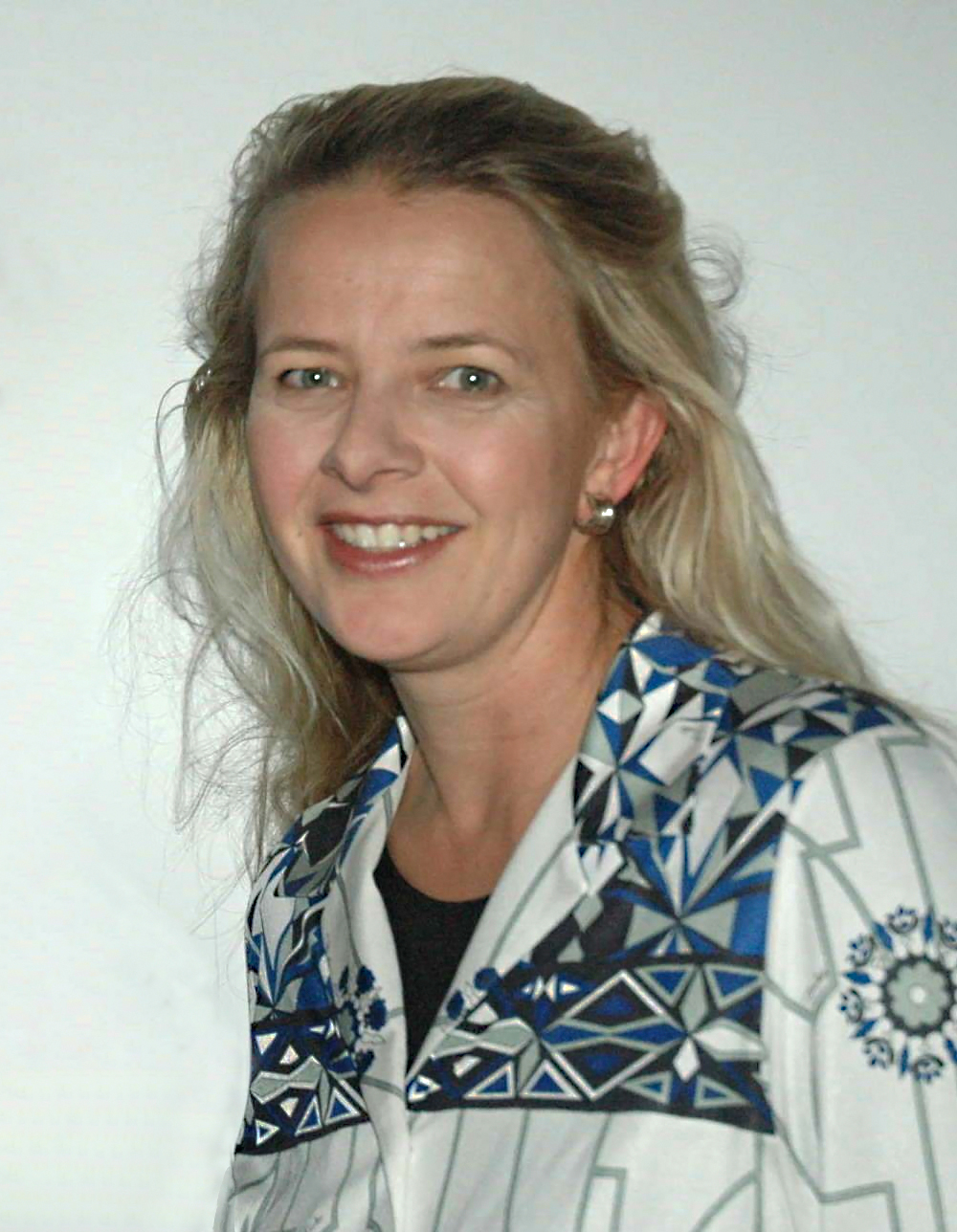
Mabel Wisse Smit,
geboren op 11 augustus

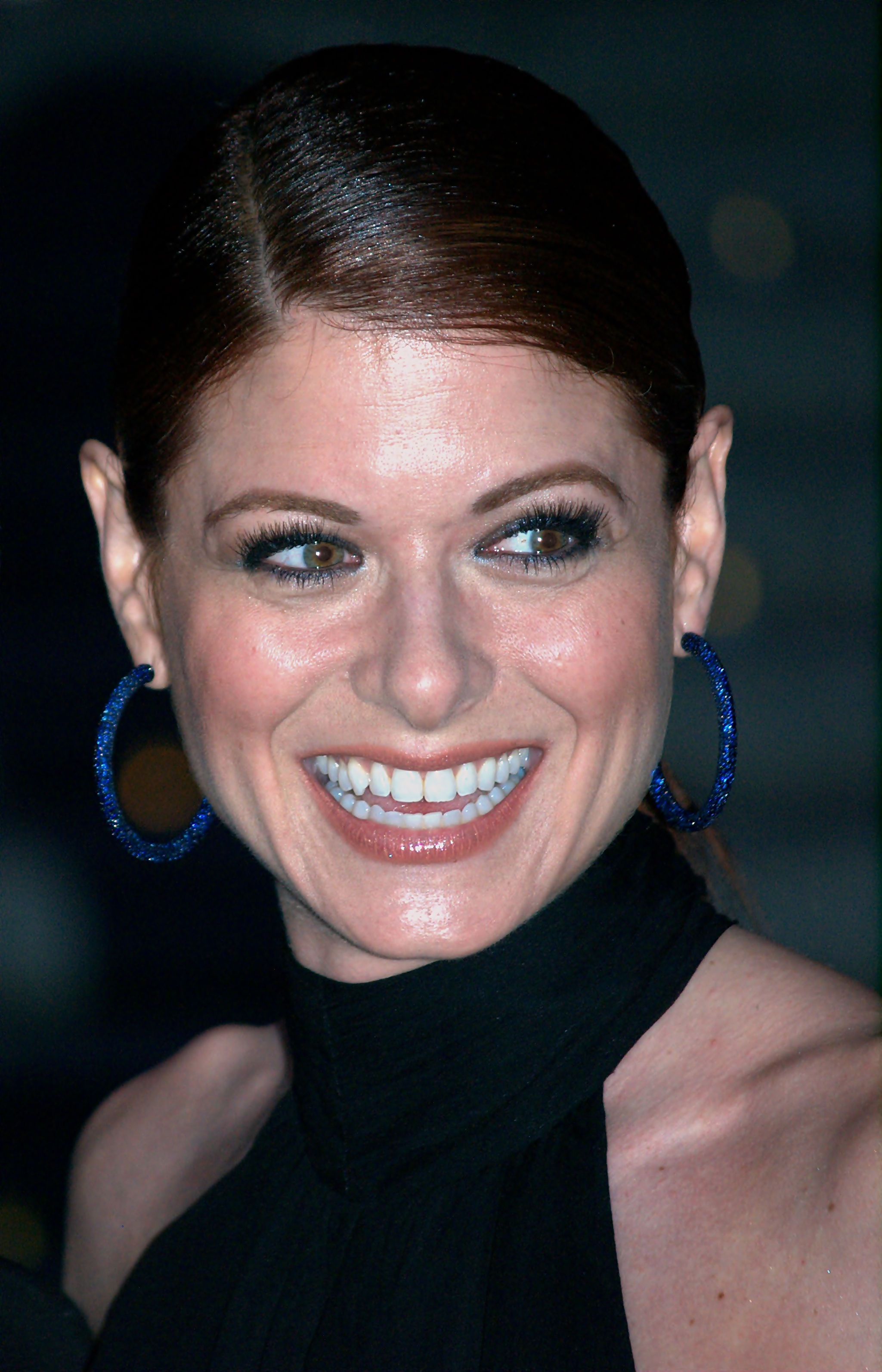
Debra Messing,
geboren op 15 augustus

- 1 - Léon Haan, Nederlands atleet en sportjournalist
- 2 - Stefan Effenberg, Duits voetballer
- 4 - Daniel Dae Kim, Zuid-Koreaans/Amerikaans acteur
- 4 - Marcus Schenkenberg, Nederlands fotomodel en acteur
- 5 - Jeremy Baker, Nederlands acteur, komiek, stemacteur, tekst- en scenarioschrijver
- 5 - Colin McRae, Schots autocoureur (overleden 2007)
- 5 - Oleh Loezjny, Oekraïens voetballer
- 5 - Marine Le Pen, Frans politica
- 6 - Jack de Gier, Nederlands voetballer
- 6 - Olga Markova, Russisch atlete
- 8 - Christophe Dupouey, Frans mountainbiker (overleden 2009)
- 8 - Marco Grassi, Zwitsers voetballer
- 8 - Jimmy Jean-Louis, Haïtiaans acteur
- 9 - Gillian Anderson, Amerikaans actrice
- 9 - Eric Bana, Australisch acteur
- 10 - Dejan Čurović, Servisch voetballer (overleden 2019)
- 10 - Thomas Liese, Duits wielrenner
- 10 - Lene Rantala, Deens handbalster
- 10 - Cate Shortland, Australisch schrijfster en regisseur
- 11 - Anna Gunn, Amerikaans actrice
- 11 - Mabel Wisse Smit, Nederlands econome en politicologe; weduwe van prins Friso
- 12 - Edwin Diergaarde, Nederlands radio-dj
- 12 - JW Roy, Nederlands singer-songwriter
- 12 - Kumiko Takeda, Japans fotomodel
- 13 - Hilde Vanhulle, Belgisch actrice
- 14 - Ben Bass, Amerikaans acteur
- 14 - Catherine Bell, Brits actrice en fotomodel
- 14 - Darren Clarke, Noord-Iers golfer
- 14 - Medy van der Laan, Nederlands politica (D'66)
- 15 - Fuat Çapa, Belgisch/Turks voetbalcoach
- 15 - Esmael Mangudadatu, Filipijns politicus
- 15 - Debra Messing, Amerikaans actrice
- 16 - Dmitri Charin, Russisch voetballer
- 16 - Slaviša Jokanović, Servisch voetballer en voetbalcoach
- 16 - Stanislav Soechina, Russisch voetbalscheidsrechter
- 17 - Steffen Fetzner, Duits tafeltennisser
- 17 - Anja Fichtel, Duits schermster
- 17 - Helen McCrory, Brits actrice (overleden 2021)
- 18 - Arno Kantelberg, Nederlands journalist
- 20 - Ørjan Berg, Noors voetballer
- 20 - Klas Ingesson, Zweeds voetballer (overleden 2014)
- 21 - Antonio Benarrivo, Italiaans voetballer
- 22 - Aleksandr Mostovoj, Russisch voetballer
- 22 - Horst Skoff, Oostenrijks tennisser (overleden 2008)
- 24 - Daisy Van Cauwenbergh, Belgisch omroepster en presentatrice, Miss België
- 24 - Marko Kantele, Fins darter
- 24 - Andreas Kisser, Braziliaans metalgitarist, songwriter en producent
- 24 - Edwin Smulders, Nederlands persfotograaf
- 25 - David Alan Basche, Amerikaans acteur
- 25 - Kurt Betschart, Zwitsers (baan)wielrenner
- 26 - Chris Boardman, Brits wielrenner
- 27 - Herman van den Berg, Zuid-Afrikaans ingenieur, zanger en fotograaf
- 27 - Eric Bobo, Cubaans Amerikaans percussionist
- 27 - Alessandra Cappellotto, Italiaans wielrenster
- 31 - Jennifer Azzi, Amerikaans basketbalster

### september

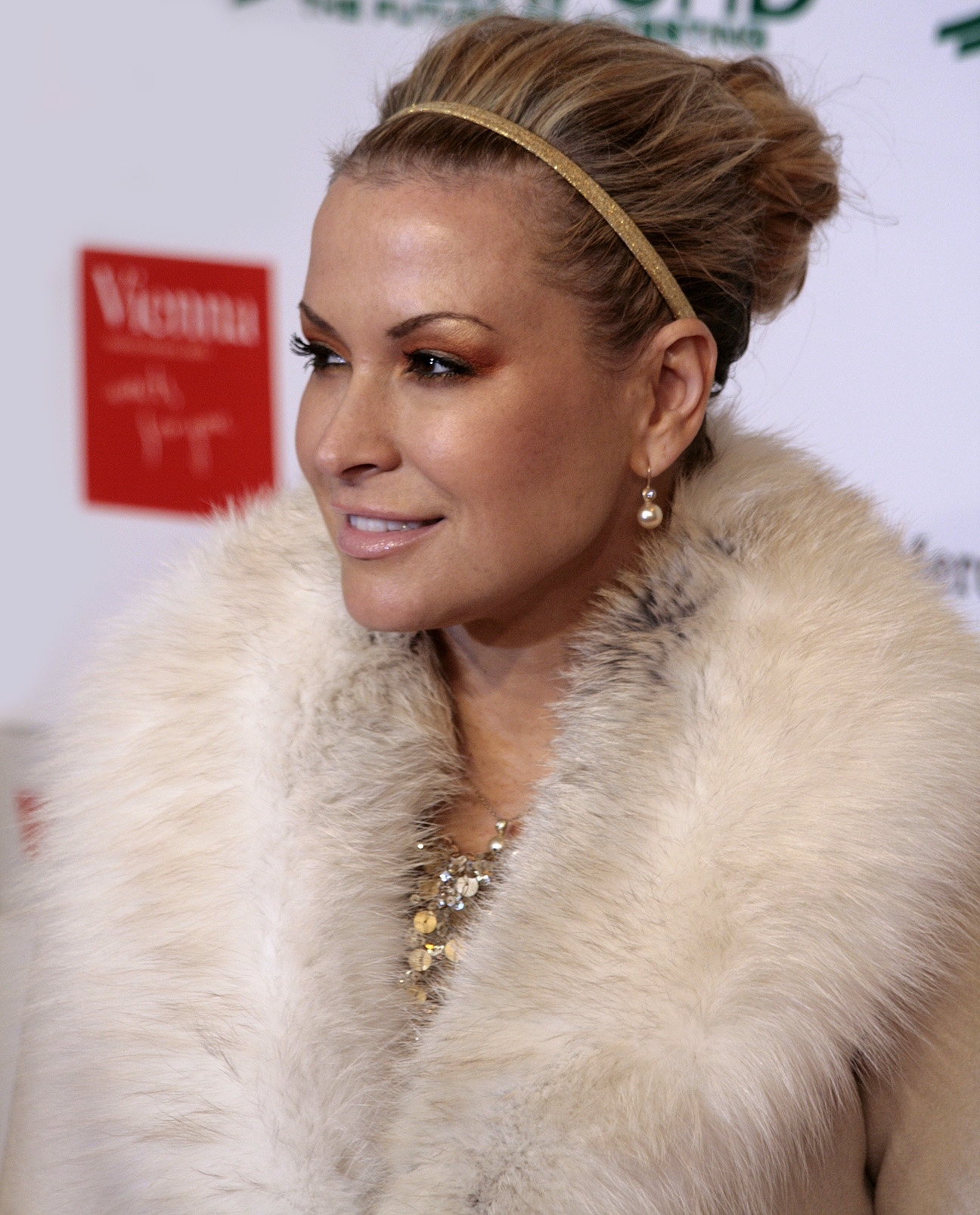
Anastacia,
geboren op 17 september

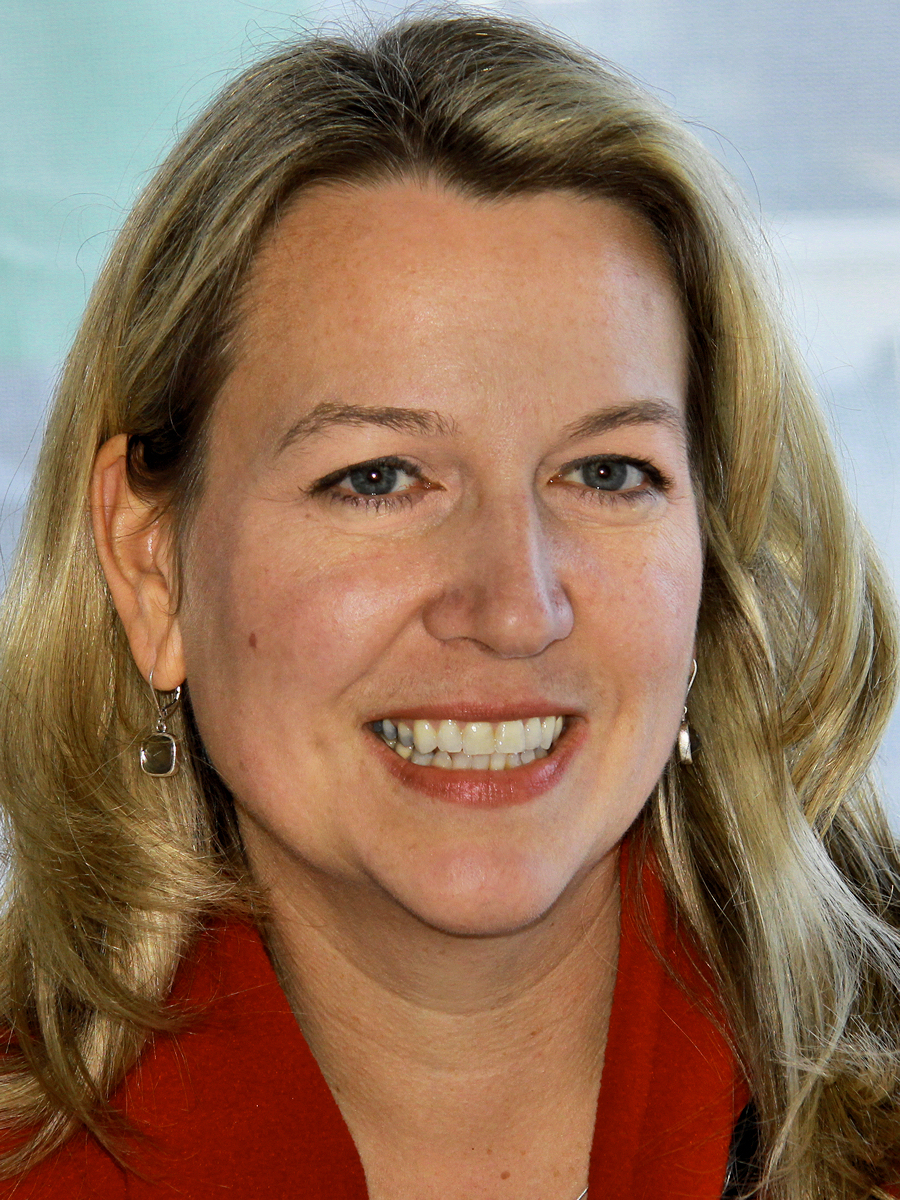
Cheryl Strayed,
geboren op 17 september

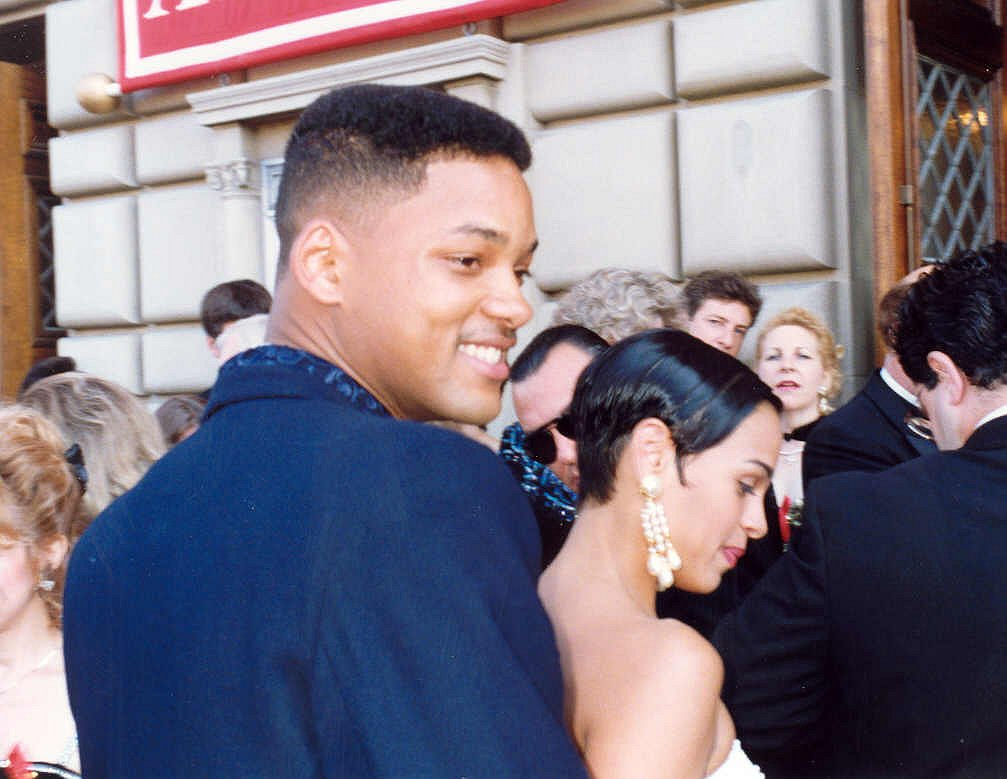
Will Smith, geboren op 25 september

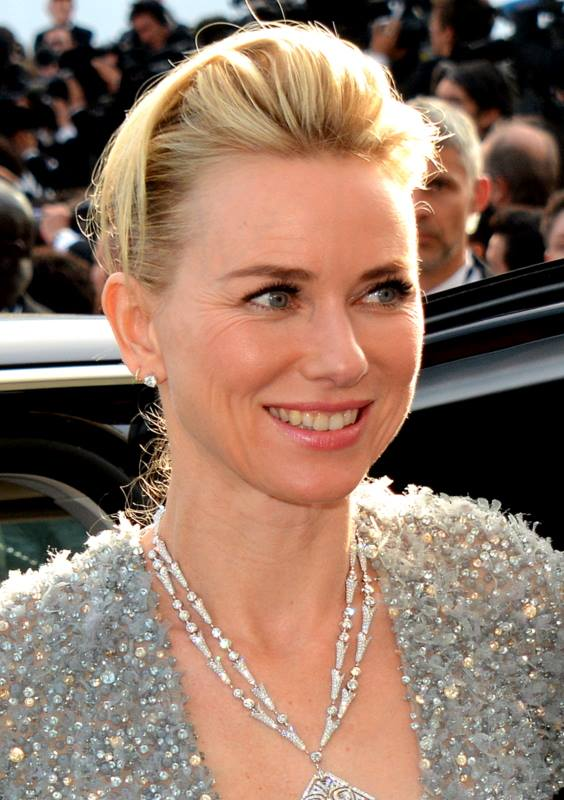
Naomi Watts,
geboren op 28 september

- 1 - Shahbaz Ahmed, Pakistaans hockeyer
- 1 - Mohammed Atta, Egyptisch/Saoedi-Arabisch terrorist (overleden 2001)
- 2 - Mark Everett, Amerikaans atleet
- 2 - Harumi Hiroyama, Japans atlete
- 2 - Marcelo Pugliese, Argentijns atleet
- 3 - André Cats, Nederlands zwemtrainer
- 3 - Grace Poe-Llamanzares, Filipijns politicus
- 3 - Tommy Rustad, Noors autocoureur
- 4 - Michael Goulian, Amerikaans piloot
- 4 - Eddy Merckx, Belgisch biljarter
- 5 - Robin van der Laan, Nederlands voetballer
- 5 - Dominique van Vliet, Nederlands actrice en televisiepresentatrice
- 5 - Brad Wilk, Amerikaans drummer
- 6 - Bruno Risi, Zwitsers baanwielrenner
- 7 - Taco Dibbits, Nederlands kunsthistoricus en museumdirecteur
- 8 - Hellen Kimaiyo, Keniaans atlete
- 8 - Ray Wilson, Schots zanger
- 9 - Jon Drummond, Amerikaans atleet
- 9 - Adrián Paz, Uruguayaans voetballer
- 10 - Girolamo Giovinazzo, Italiaans judoka
- 10 - Andreas Herzog, Oostenrijks voetballer
- 10 - Michael Schaap, Nederlands programmamaker, documentairemaker en presentator
- 11 - Slaven Bilić, Kroatisch voetballer en voetbaltrainer
- 11 - Joël Groff, Luxemburgs voetballer
- 12 - Hugo Metsers jr., Nederlands acteur en regisseur
- 12 - Kin Veng Ng, Macaus/Chinees autocoureur
- 13 - Ole Bjur, Deens voetballer
- 13 - Jeff Saibene, Luxemburgs voetballer
- 14 - Marc Schaessens, Belgisch voetballer
- 15 - Tony Asumaa, Fins voetbalscheidsrechter
- 15 - Juan Carlos Garay, Ecuadoraans voetballer
- 15 - Raymond Joval, Nederlands bokser
- 15 - Dirk Medved, Belgisch voetballer
- 15 - Kaspars Ozers, Lets wielrenner
- 16 - Marc Anthony, Puerto Ricaans zanger-songwriter en acteur
- 16 - Rafael Alkorta, Spaans voetballer
- 17 - Anastacia, Amerikaans zangeres
- 17 - Cheryl Strayed, Amerikaans schrijfster
- 17 - Marie-Chantal Miller, kroonprinses van Griekenland
- 17 - Georgi Daraselia, Georgisch voetballer
- 17 - Wim Van de Velde, Belgisch acteur
- 17 - Tito Vilanova, Spaans voetballer en voetbalcoach (overleden 2014)
- 19 - Koos Maasdijk, Nederlands roeier en olympisch kampioen
- 20 - Van Jones, Amerikaans politiek commentator, auteur en jurist
- 20 - Michelle Visage, Amerikaans zangeres en radio- en tv-presentatrice
- 21 - Ricki Lake, Amerikaans talkshowhost
- 21 - Lucretia van der Vloot, Nederlands zangeres en actrice
- 21 - Luc Wilmes, Luxemburgs voetbalscheidsrechter
- 23 - Luca Rangoni, Italiaans autocoureur
- 24 - Matthew Marsh, Brits/Hongkongs autocoureur
- 25 - Prins Friso, de tweede zoon van koningin Beatrix en prins Claus (overleden 2013)
- 25 - Will Smith, Amerikaans rapper en acteur
- 26 - Jim Caviezel, Amerikaans acteur
- 26 - Miloš Glonek, Slowaaks voetballer
- 26 - Sheila Sitalsing, Nederlands-Surinaams journaliste
- 26 - Wataru Yoshikawa, Japans motorcoureur
- 27 - Yukinori Taniguchi, Japans autocoureur
- 27 - Esther Verhoef, Nederlands schrijfster
- 28 - Mika Häkkinen, Fins autocoureur
- 28 - Gerard Timmer, Nederlands omroepbestuurder
- 28 - Naomi Watts, Engels/Australisch actrice
- 30 - Sharon Jaklofsky, Nederlands atlete
- 30 - Simone Osygus, Duits zwemster
- 30 - Hervé Renard, Frans voetballer en voetbalcoach

### oktober
- 1 - Anuța Cătună, Roemeens atlete

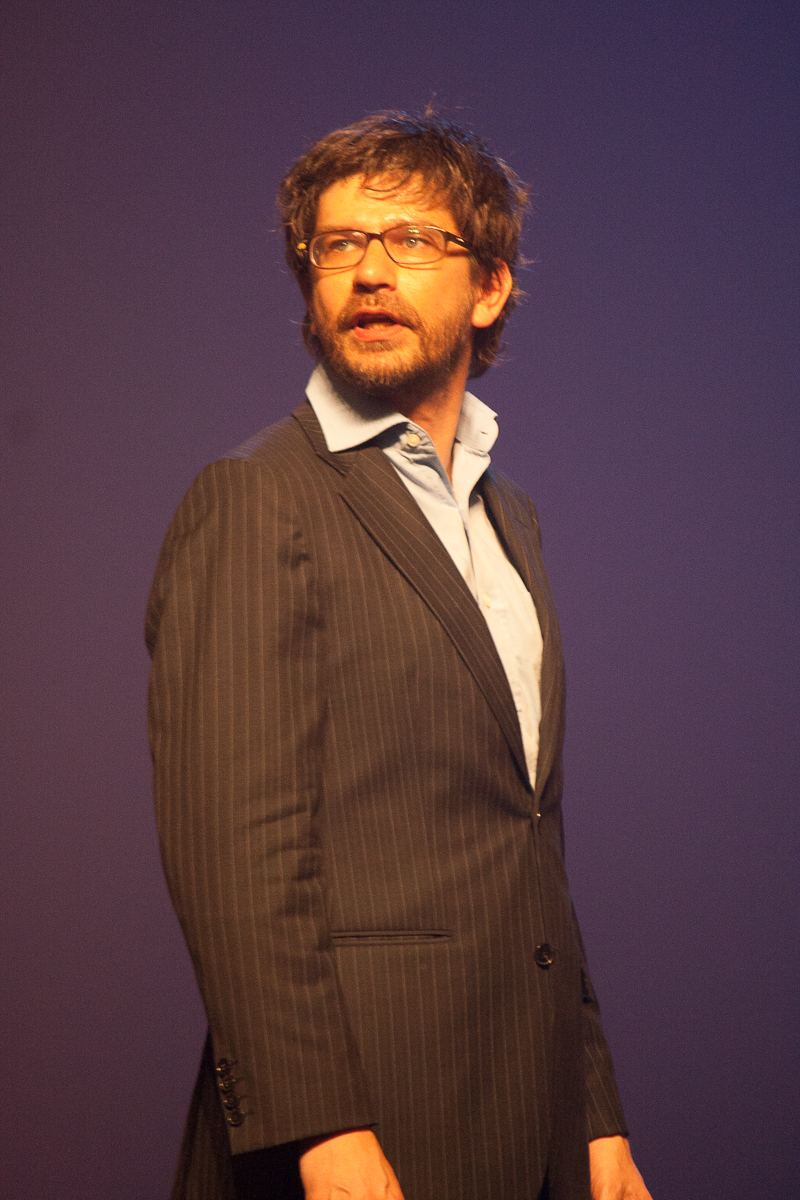
Wim Helsen,
geboren op 5 oktober

- 1 - Jay Underwood, Amerikaans acteur en pastor
- 2 - Kjetil Knutsen, Noors voetbaltrainer
- 2 - Jana Novotná, Tsjechisch tennisster (overleden 2017)
- 3 - Karien van Gennip, Nederlands ingenieur en politica
- 3 - Victoire Ingabire, Rwandees politica
- 3 - Bianca Krijgsman, Nederlands cabaretière
- 5 - Fabián Estay, Chileens voetballer
- 5 - Wim Helsen, Belgisch cabaretier, komiek, acteur en columnist
- 6 - Bjarne Goldbæk, Deens voetballer
- 7 - Ljoedmila Petrova, Russisch atlete
- 7 - Thom Yorke, Engels zanger
- 8 - Zvonimir Boban, Kroatisch voetballer
- 8 - Laura Vlasblom, Nederlands zangeres
- 9 - Mona Keijzer, Nederlands politica
- 9 - Luminita Zaituc, Roemeens/Duits atlete
- 10 - Bart Brentjens, Nederlands mountainbiker en olympisch kampioen
- 11 - Gordon Groothedde, Nederlands muziekproducent en componist
- 11 - Jane Krakowski, Amerikaans actrice
- 11 - Johnny Villarroel, Boliviaans voetballer
- 12 - Hugh Jackman, Australisch acteur
- 12 - Hans Kok, Nederlands filmmaker
- 13 - Carlos Marín, Spaans bariton (overleden 2021)
- 14 - Matthew Le Tissier, Engels voetballer
- 17 - Graeme Le Saux, Engels voetballer
- 17 - Ziggy Marley, Jamaicaans reggae-zanger en zoon van Bob Marley
- 17 - George Noble, Engels caller
- 18 - Lisa Chappell, Australisch actrice en zangeres
- 18 - Erik Clarys, Belgisch darter
- 18 - Michael Stich, Duits tennisser en tenniscoach
- 19 - Óscar Cortés, Colombiaans voetballer
- 21 - Michael Barnes, Amerikaans motorcoureur
- 21 - Iván Thays, Peruviaans schrijver, hoogleraar en televisiepresentator
- 22 - George Arrendell, Belgisch acteur
- 22 - Virginijus Baltušnikas, Litouws voetballer
- 22 - Shaggy, Jamaicaans-Amerikaans reggae- en dancehallartiest
- 24 - Marc Pos, Nederlands televisieregisseur
- 25 - Doris Fitschen, Duits voetbalster (overleden 2025)
- 25 - Gilles Jacquier, Frans journalist (overleden 2012)
- 25 - Tom Lenaerts, Belgisch televisiepresentator
- 26 - Axel Daeseleire, Belgisch acteur
- 26 - Robert Jarni, Kroatisch voetballer
- 27 - Jan-Hein Kuijpers, Nederlands advocaat
- 28 - Glenn Helder, Nederlands voetbalinternational en percussionist
- 28 - Roos Ouwehand, Nederlands actrice en scenarioschrijfster
- 28 - François Simon, Frans wielrenner
- 29 - Karin Giphart, Nederlands schrijfster en singer-songwriter
- 29 - Johann Olav Koss, Noors schaatser en meervoudig olympisch kampioen
- 30 - Shawn Fain, Amerikaans syndicalist
- 31 - Kachaber Gogitsjaisjvili, Georgisch voetballer
- 31 - Vanilla Ice, Amerikaans rapper

### november

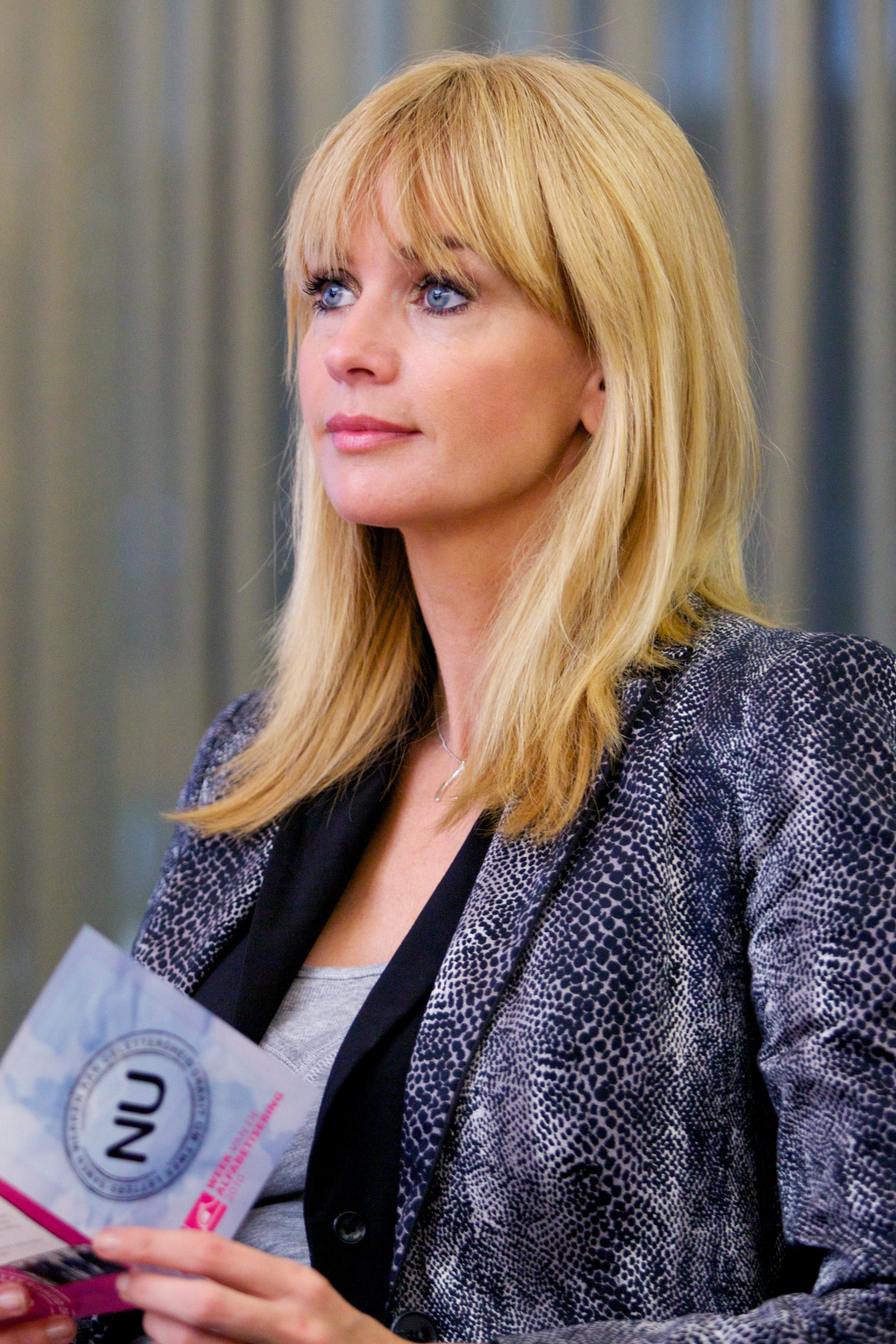
Daphne Deckers,
geboren op 10 november

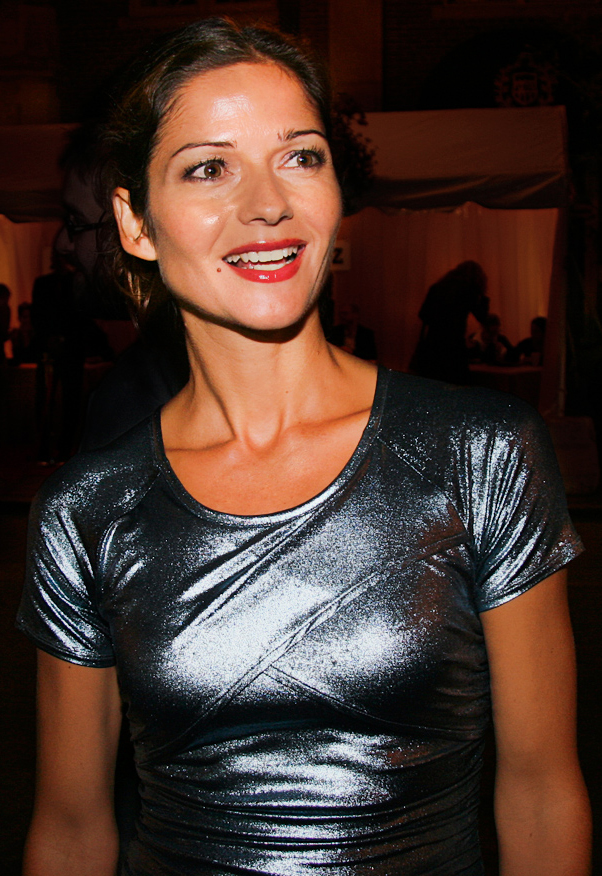
Jill Hennessy,
geboren op 25 november

- 2 - Meindert Talma, Nederlands liedjesschrijver
- 4 - Almudena Muñoz, Spaans judoka
- 5 - Dov Elkabas (The Prophet), Nederlands dj
- 6 - Luca Bramati, Italiaans wielrenner
- 6 - Edward Linskens, Nederlands voetballer
- 6 - Kjetil Rekdal, Noors voetballer en voetbalcoach
- 6 - Kelly Rutherford, Amerikaans actrice
- 8 - Cor Groenenberg, Nederlands kunstschilder
- 8 - Olof van der Meulen, Nederlands volleybalinternational
- 9 - Alain Bettagno, Belgisch voetballer
- 9 - Josef Polig, Italiaans alpineskiër
- 10 - Daphne Deckers, Nederlands schrijfster, columniste en model
- 13 - Patrick Buzaud, Belgisch handballer
- 15 - Sonja Pannen, Nederlands softbalster
- 16 - Tammy Lauren, Amerikaans actrice
- 17 - Tom Kipp, Amerikaans motorcoureur
- 17 - Amber Michaels, Amerikaans pornoactrice
- 18 - Jeroen van Kan, Nederlands journalist, presentator en dichter
- 19 - Luís Jesus, Portugees atleet
- 20 - Tommy Asinga, Surinaams atleet
- 21 - Florian Meyer, Duits voetbalscheidsrechter
- 21 - Frank Tazelaar, Nederlands musicus, redacteur en festivaldirecteur
- 21 - Ayu Utami, Indonesisch journalist, radiomaker en schrijfster
- 22 - Sidse Babett Knudsen, Deens actrice
- 22 - Irina Privalova, Russisch atlete
- 24 - Bülent Korkmaz, Turks voetballer en voetbalcoach
- 25 - Jill Hennessy, Canadees actrice
- 25 - Rodrigo Otazu, Argentijns sieradenontwerper
- 25 - Rami Rantanen, Fins voetballer
- 25 - Gallyon van Vessem, Nederlands televisiepresentatrice
- 26 - Jan-Peter Tewes, Duits hockeyer
- 26 - Herbie Crichlow, Brits/Zweeds rapper en songwriter
- 27 - Yves Coppieters, Belgisch epidemioloog
- 28 - Yvette van Boven, Nederlands tv-kokkin en publiciste
- 28 - Fabian Jeker, Zwitsers wielrenner
- 29 - Michael Ho, Macaus autocoureur
- 29 - Matt Darey, Brits DJ/Producer
- 29 - Bastiaan Poortenaar, Nederlands hockeyer (overleden 2024)
- 30 - Laurent Jalabert, Frans wielrenner

### december

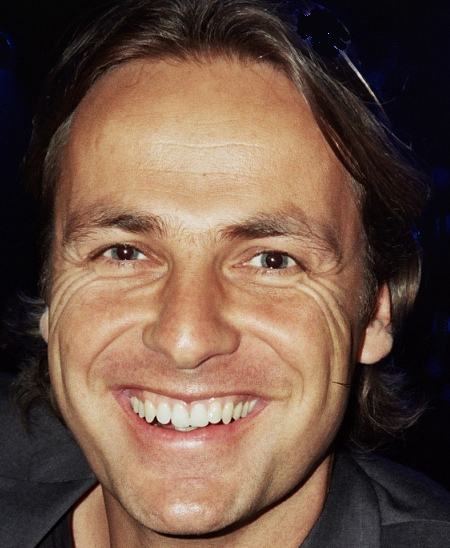
John Ewbank,
geboren op 6 december

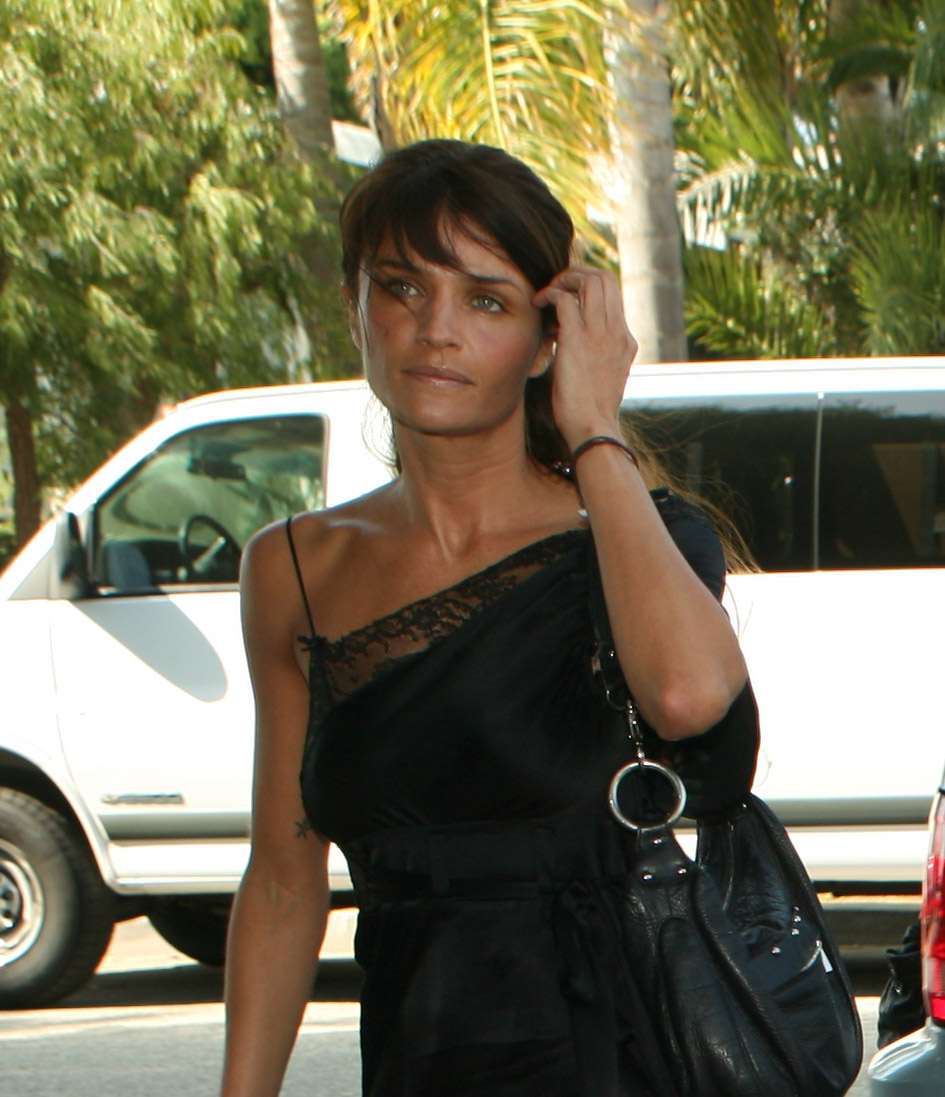
Helena Christensen,
geboren op 25 december

- 1 - Anders Holmertz, Zweeds zwemmer
- 1 - Antonio Peñalver, Spaans aatleet
- 2 - David Batty, Engels voetballer
- 2 - Andrea Larini, Italiaans autocoureur
- 3 - Brendan Fraser, Amerikaans acteur
- 3 - Montell Jordan, Amerikaans zanger
- 3 - Manabu Orido, Japans autocoureur
- 4 - Mike Barrowman, Amerikaans zwemmer
- 4 - Irene van de Laar, Nederlands televisiepresentatrice en fotomodel
- 5 - Robin de Raaff, Nederlands componist
- 5 - José Luis Sierra, Chileens voetballer en voetbalcoach
- 6 - John Ewbank, Nederlands songwriter en muziekproducent
- 6 - Karl Ove Knausgård, Noors schrijver en vertaler
- 7 - Filip Naudts, Belgisch fotograaf
- 9 - Kurt Angle, Amerikaans worstelaar en acteur
- 11 - Louis van Beek, Nederlands acteur
- 11 - Emmanuelle Charpentrier, Frans microbiologe
- 11 - Monique Garbrecht, Duits schaatsster
- 11 - Chris Liebing, Duits dj en muziekproducer
- 11 - Fabrizio Ravanelli, Italiaans voetballer
- 12 - Sašo Udovič, Sloveens voetballer
- 12 - Anita Valen, Noors wielrenster
- 14 - Kelley Armstrong, Canadees schrijfster
- 14 - Yotam Ottolenghi, Israëlisch-Brits kok en kookboekenschrijver
- 15 - Fernando Borrero, Argentijns volleyballer
- 17 - Claudio Suárez, Mexicaans voetballer
- 18 - Mario Basler, Duits voetballer en voetbalcoach
- 18 - Craig muMs Grant, Amerikaans dichter en acteur (overleden 2021)
- 18 - John Moshoeu, Zuid-Afrikaans voetballer
- 19 - Bart Looije, Nederlands hockeyer
- 20 - Doina Ignat, Roemeens roeister
- 21 - Raoul Deleo, Nederlands illustrator, tekenaar en animator
- 21 - Papa Touwtjie, Surinaams reggaezanger (overleden 2005)
- 21 - Vanessa Marquez, Amerikaans actrice (overleden 2018)
- 22 - Xiomara Rivero, Cubaans atlete
- 23 - Gary Sheehan, Amerikaans autocoureur
- 23 - Sandra Roelofs, Nederlands/Georgisch politica
- 23 - Olga Sjisjigina, Kazachs atlete
- 24 - Wolter Kroes, Nederlands zanger
- 24 - Marleen Renders, Belgisch atlete
- 25 - Helena Christensen, Deens fotomodel
- 26 - Darren Barber, Canadees roeier
- 26 - Boris Premužic, Sloveens wielrenner
- 28 - Michael Hopkins, Amerikaans astronaut
- 28 - Brian Steen Nielsen, Deens voetballer
- 29 - Peter Dzúrik, Slowaaks voetballer (overleden 2010)
- 31 - Nina Kraft, Duits triatlete (overleden 2020)

### datum niet bekend
- Urszula Antoniak, Pools-Nederlands filmregisseuse
- Sarah Armstrong, Australisch journaliste en romanschrijfster
- Tim Boekhout van Solinge, Nederlandse criminoloog
- Bryan B, Nederlands zanger
- Jan van de Beek, Nederlands wiskundige, etnoloog en migratieonderzoeker
- King Britt, Amerikaans dj-producer
- Cathelijne Broers, Nederlands museumdirecteur
- Gary Cooper, Brits muzikant en dirigent
- Deborah van Dam, Nederlands cineaste
- Daan Esch, Vlaams auteur, performer en ondernemer
- Özkan Gölpinar, Turks-Nederlands schrijver en publicist
- Abdullah Haselhoef, Surinaams-Nederlands islamitisch geestelijke en schrijver (overleden 2018)
- Lalah Hathaway, Amerikaans zangeres
- Elodie Heloise, Nederlands schrijfster
- Frank Houtappels, Nederlands acteur en toneelschrijver
- Arno Kantelberg, Nederlands journalist en uitgever
- John Kiprono, Keniaans atleet
- Dinh Q. Lê, Vietnamees-Amerikaans kunstfotograaf (overleden 2024)
- Jan Van Looveren, Belgisch acteur
- Heleen Mees, Nederlands econome en publiciste
- Hilmar Mulder, Nederlands tijdschriftredactrice (Libelle)
- Anthony Pearson, Amerikaans dj-producer
- Rachel Podger, Brits violiste en dirigente
- Axel Rüger, Duits directeur van het Van Gogh Museum
- Carola Schot, Nederlands atlete
- Anja Schouten, Nederlands bestuurder; vanaf 2021 burgemeester van Alkmaar
- Ingrid Thijssen, Nederlands bestuurder (Alliander, VNO-NCW)
- Marc Willard, Nederlands film- en televisieregisseur

## Weerextremen in België
- 13 januari: Strenge vorst in Kempen: het minimum −19,2 °C in Kleine-Brogel (Peer).
- 7 maart: 6 cm sneeuw in Ukkel.
- 16 april:  Brand in Hoge Venen aangewakkerd door wind van meer dan 70 km/h.
- 20 april: Maximumtemperatuur in Ukkel tot 28,5 °C. 8 dagen eerder nog −1,2 °C.
- 21 april: Temperatuurmaximum van 30,2 °C in Kleine-Brogel (Peer).
- 4 mei: Tornado veroorzaakt schade in het dorp Gedinne.
- 18 mei: Sneeuwt in Botrange (Waimes) en minimumtemperatuur −4,8 °C in Rochefort.
- 23 juli: Neerslag in Chièvres : 84 mm.
- 3 augustus: Tornado veroorzaakt schade in Merelbeke, nabij Gent.
- 10 augustus: 75 mm neerslag in Essen, in het noorden van de provincie Antwerpen.
- 31 oktober: Maximumtemperatuur in Rochefort 21,0 °C.
- 13 december: IJsdag : de maximumtemperatuur in Koksijde: −4,8 °C.
- 29 december: Sneeuwlaag 28 cm in Ukkel.

Bron: KMI Gegevens Ukkel 1901-2003  met aanvullingen